# Heráldica brasileira

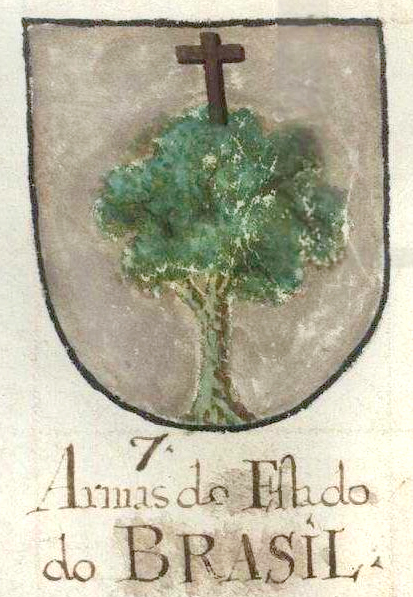
Primeiro brasão atribuído ao Estado do Brasil, no armorial Tesouro de Nobreza, 1675

Por heráldica brasileira entende-se a prática da criação e uso de brasões ou armas no território do Brasil. Sua origem está na heráldica de Portugal, ao qual o Brasil se manteve unido como colônia por quatro séculos, adotando seus costumes. Porém, mesmo herdando uma tradição milenar, no Brasil a heráldica teve uma evolução extremamente lenta, dificultada pela sua longa condição de colônia, sujeita a muitas restrições oficiais, e pela ausência de uma nobreza institucionalizada, e só começou a floresceu realmente a partir do Império independente, quando a heráldica brasileira iniciou um processo de autonomização através da criação de um órgão oficial disciplinador e da criação de uma nova nobreza titulada, que muitas vezes adotou símbolos inovadores, que faziam referência às especificidades da nova nação. 
Mesmo se ampliando, os costumes do período imperial ainda eram de várias formas limitantes, pois ao contrário da Europa, onde plebeus, municípios e instituições sempre adotaram brasões livremente, no Brasil o uso de armas foi controlado e até a República dependeu de concessão oficial, em geral só nobres as receberam, pouquíssimos municípios as requereram, e sobre as instituições — salvo a Igreja e seus membros, que as adotaram consistentemente — quase nada se sabe. De qualquer maneira, a simbologia nacionalista introduzida no Império foi marcante por se inserir num amplo projeto de modernização organizado pelo governo e por dar a partida para um progressivo afastamento das convenções europeias e portuguesas. 
Com o fim da Monarquia, a heráldica nobiliárquica foi abolida, mas em outros domínios, já livre de quaisquer impedimentos, experimentou uma expansão explosiva, sendo adotada maciçamente por corporações, academias, escolas, equipes esportivas, empresas, cidades, estados e instituições, e mesmo a heráldica familiar vem recuperando popularidade. Contudo, não existindo uma instância oficial reguladora, e sendo o Brasil moderno um país multicultural, a heráldica contemporânea brasileira tem se caracterizado por uma grande criatividade, muitas vezes divergindo largamente das regras tradicionais europeias que lhes deram origem, o que tem atraído críticas de tradicionalistas.
Assim como sempre foi em todo o ocidente, a heráldica nacional tem servido a diferentes propósitos ao longo do tempo: estreitar relações e fortalecer identidades entre indivíduos e grupos, divulgar ideologias, valores e crenças as mais variadas, promover produtos comerciais e mercados consumidores, preservar memórias e tradições, embasar reivindicações de distinção social, consagrar méritos, feitos e conquistas, e servir como auxiliar de estudos históricos, culturais, artísticos, iconográficos e sociológicos, entre outras funções. Apesar das suas amplas repercussões sociais e culturais em sua notória aptidão para veicular ideias e mobilizar respostas através de símbolos visuais, a heráldica brasileira é muito mal documentada e ainda é pouco estudada.

## Antecedentes: a heráldica portuguesa

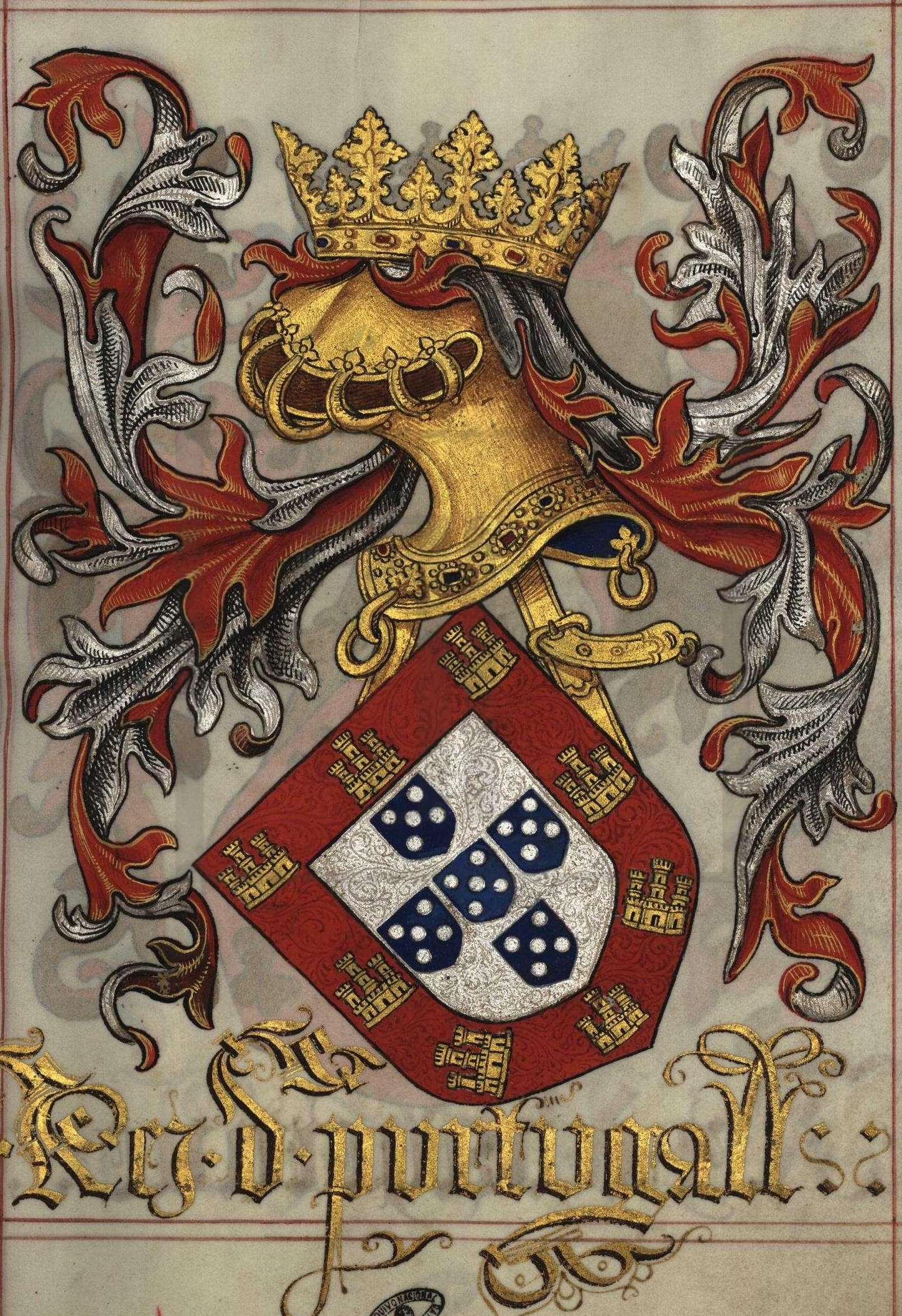
As armas do Rei de Portugal no Livro do Armeiro-Mor, um dos mais importantes armoriais portugueses, composto no reinado de D. Manuel I.

Portugal compartilhou da tradição heráldica europeia, que iniciou sua articulação em torno do século XII, desenvolvendo um rico acervo de sinais, símbolos e outras imagens empregados para identificar cidades, Estados, instituições, corporações, indivíduos e famílias. Essas figuras eram organizadas dentro do campo de um escudo, que podia ser acompanhado de outros elementos como coroas, elmos, lambrequins, timbres, motos ou suportes. Por muito tempo a criação de brasões foi espontânea, e qualquer pessoa ou entidade podia adotar armas. Contudo, em torno do século XV começa a se observar crescente restrição oficial para o uso de armas por plebeus.
Em Portugal os exemplos mais antigos datam do século XIII, evoluindo a partir de esquemas proto-heráldicos. No tempo de D. João I (r. 1385-1433) a heráldica portuguesa já estava em pleno florescimento, mas não se sabe ao certo se ela já estava estabilizada. O monarca já contava com um rei de armas, um certo Arrieta, mas segundo cronistas antigos os brasões que compilou nunca chegaram a passar pelo controle da Chancelaria real. Consta também que naquela época as casas dos Infantes e de outros grandes nobres mantinham seus próprios reis de armas, levando a crer que uma sistematização unificada ainda não existia. No reinado de D. Afonso V (1438-1481) parece ter iniciado o processo de sujeição da concessão e uso de armas ao controle exclusivo do monarca, processo que foi consumado por D. Manuel I (r. 1495-1521), que criou a Corporação dos Reis de Armas, regulamentou legalmente a atividade e mandou confeccionar requintados armoriais.
Durante a União Ibérica (1580-1640) foram promulgadas novas leis restritivas, mas a despeito dos esforços oficiais, o uso de brasões em Portugal permaneceu bastante irregular, e um sem-número de famílias e indivíduos nobres e plebeus continuaram adotando armas ao seu critério particular. Manuel Teixeira, principal rei de armas no início do século XVII, em carta ao Duque de Bragança, protestou contra esse estado de coisas dizendo que "hoje está o ofício [de juiz] da nobreza mais dissipado, debilitado e afrontado do que nunca esteve, e receio que em pouco tempo se acabe de confundir, de modo que não se possa apartar o joio do trigo nem se saiba qual é o nobre e qual é o plebeu". O mesmo problema enfrentava a heráldica cívica e institucional, que só foi regulamentada muito mais tarde.

## Brasil colonial

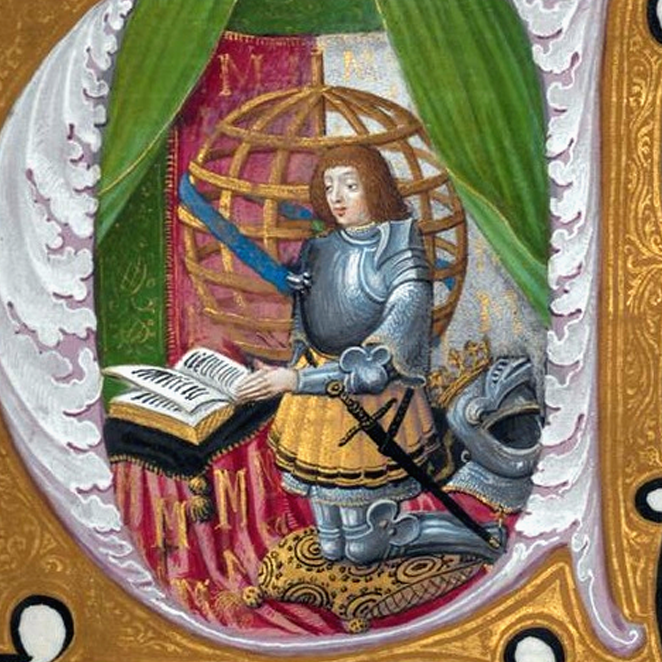
Iluminura do Liber Missarum de D. Manuel I, representando o rei ajoelhado e tendo ao fundo seu estandarte pessoal com a esfera armilar, 1500

Apesar de florescer em Portugal, a heráldica teve uma lenta evolução no Brasil, e os exemplos de armas concedidas ao longo de todo o período colonial são poucos e mal documentados. Os primeiros símbolos portugueses presentes no território brasileiro foram bandeiras que continham figuras heráldicas. O pavilhão da Ordem de Cristo, instituição que contribuiu para as navegações, com um campo branco onde se espraia uma cruz vermelha, foi exposto em Belém antes da partida de Pedro Álvares Cabral, sendo bento pelo bispo de Ceuta e entregue ao explorador pelo rei D. Manuel. Este pavilhão foi arvorado na primeira missa celebrada no Brasil, em 1º de maio de 1500, conforme a narrativa de Pero Vaz de Caminha: "Ali era com o Capitão a bandeira de Cristo, com que saiu de Belém, a qual esteve sempre alta, da parte do Evangelho", e na cruz levantada para a missa foi afixada a divisa pessoal de D. Manuel, a esfera armilar de ouro: "Chantada a cruz com armas e divisa de Vossa Alteza, que primeiro lhe pregaram, armaram altar ao pé dela". A cruz de Cristo, as "rubras insígnias", era pintada também nas velas da frota cabralina, e nos marcos levantados pelos portugueses a partir de 1503 para assinalar a tomada de posse da terra foram inscritos o escudo real e a cruz de Cristo. Provavelmente foi trazida na frota também a bandeira real, com um campo branco onde era inscrito o escudo real debaixo da cruz de Cristo. Nesta época a maioria das bandeiras ainda eram heráldicas, trazendo o escudo completo do proprietário privado, dinastias ou do ente territorial que representavam, ou algum elemento do escudo, e embora depois se tornassem mais variadas, a heráldica continua ainda hoje sendo a principal diretriz para a composição de bandeiras oficiais.

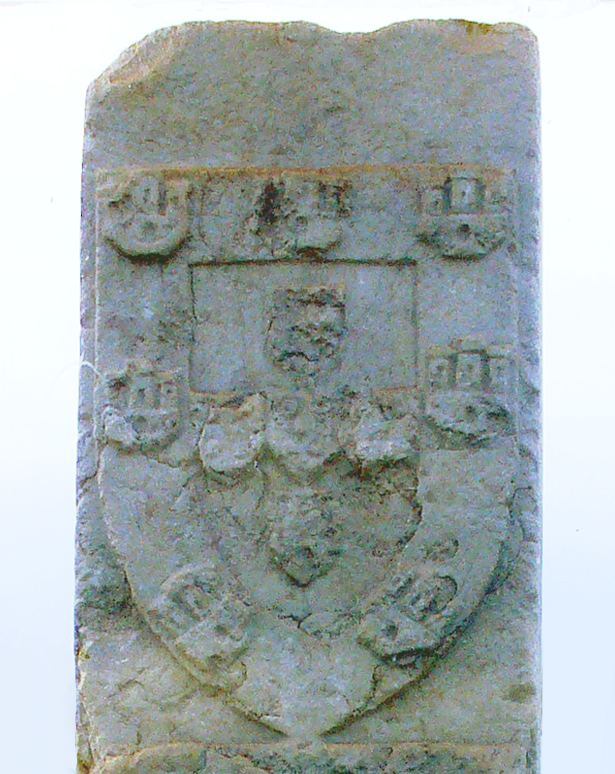
Detalhe do Marco do Descobrimento em Porto Seguro, com o escudo real português, c. 1503

A cruz de Cristo, a esfera armilar e o escudo real se tornariam importantes elementos na evolução da heráldica institucional do Brasil colonial. O escudo real era composto por um fundo branco com cinco escudetes de azul em cruz carregados com besantes brancos, originalmente trinta. Este escudo, segundo a tradição, havia sido adotado por D. Afonso Henriques após a vitória na Batalha de Ourique em 1139. Os cinco escudetes representavam cinco reis mouros vencidos, o posicionamento em forma de cruz homenageava as chagas de Jesus, a quem o rei atribuiu o mérito da vitória milagrosa, supostamente aparecendo nos céus rodeado de anjos, e os besantes aludiam aos trinta dinheiros que Judas havia cobrado pela traição ao Mestre. Este escudo foi adotado como um símbolo da legitimação divina da dinastia e, pelas gerações seguintes, como as armas da família reinante. D. Afonso III (r. 1248-1279) circundou o escudo com uma orla vermelha carregada com castelos de ouro, forma que se fixou, mas pelo menos até o reinado de D. Fernando I (r. 1367-1383), quando foi acrescentada a coroa real sobre o escudo, essas armas não tinham um caráter territorial ou institucional, permanecendo essencialmente armas de família.
Em 1482, no reinado de D. João II (r. 1481-1495), quando já estava avançando a conquista de territórios ultramarinos, iniciou uma discussão na corte sobre a incorporação da heráldica desses lugares às armas oficiais portuguesas. Porém, sendo tradição europeia, eles não possuíam nenhuma. Assim, não pareceu honesto que fossem inventadas armas para eles, pois desvirtuaria a lógica cavaleiresca da conquista de territórios, quando o pendão inimigo era tomado honrosamente, e foi determinado em 1485 que os territórios de ultramar não teriam uma heráldica própria. Segundo Miguel de Seixas, essa decisão foi um marco na história da heráldica institucional portuguesa, sendo confirmada e permanecendo doravante inalterada a função do escudo real como a identidade do Estado, diferente da maioria das outras monarquias europeias, que alteravam suas armas conforme a dinastia reinante ou os ganhos e perdas de territórios, mas prejudicaria o desenvolvimento de uma heráldica própria dos territórios coloniais.

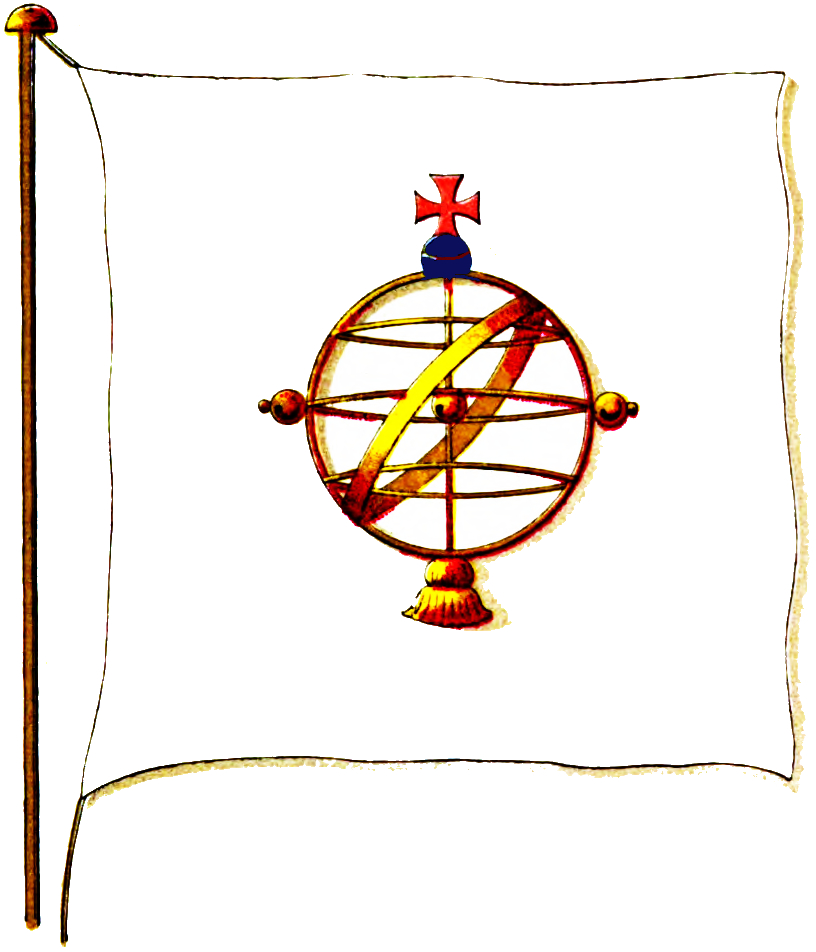
Bandeira privada de navegação no Brasil

A esfera armilar havia sido concedida a D. Manuel por seu antecessor D. João II, quando este organizou a Casa do herdeiro, como "divisa sublime do império do mundo". D. Manuel cunhou moeda inserindo uma esfera armilar de um lado e uma coroa no outro, querendo "denotar que a esfera que El-Rei Dom João lhe dera por empresa alcançou ele por obra, descobrindo e conquistando a Índia e o Brasil: de maneira que ficaram sendo sua coroa as quatro partes do mundo que compreende a esfera". Em 27 de outubro de 1645 D. João IV criou o título de Príncipe do Brasil para o príncipe herdeiro e lhe atribuiu um brasão com a esfera armilar encimada por uma pequena esfera azul cortada por uma faixa branca inclinada na direção da eclíptica, e por cima de tudo uma pequena cruz vermelha, mas nunca foi encontrada prova documental da constituição de um Principado do Brasil como uma entidade territorial de direito próprio, embora muitas fontes antigas e modernas usem a expressão "Principado do Brasil". Seja como for, desde então a esfera armilar se tornou um símbolo intimamente associado ao Império Português, e por extensão também ao Brasil, usado com muita frequência em mapas e bandeiras. Apareceu na bandeira privada da Companhia Geral do Comércio do Brasil, fundada por alvará régio em 6 de fevereiro de 1649, e outras bandeiras privadas seriam usadas por companhias de navegação e comércio operantes no Brasil, em composições e cores variadas, embora fosse uma constante a presença da esfera armilar. Foi incluída em 1565 no brasão primitivo da cidade do Rio de Janeiro, e nas cunhagens realizadas na Casa da Moeda da Bahia a partir de 1695, neste caso se tornando um inequívoco símbolo oficial de domínio e da autoridade portuguesa, pois quase sempre a imagem vinha acompanhada de uma legenda com o nome do rei e o título de Senhor do Brasil. Da mesma forma, a cruz de Cristo foi usada de variadas maneiras em associação com o Brasil, e servia de fundo para a esfera nas cunhagens coloniais.

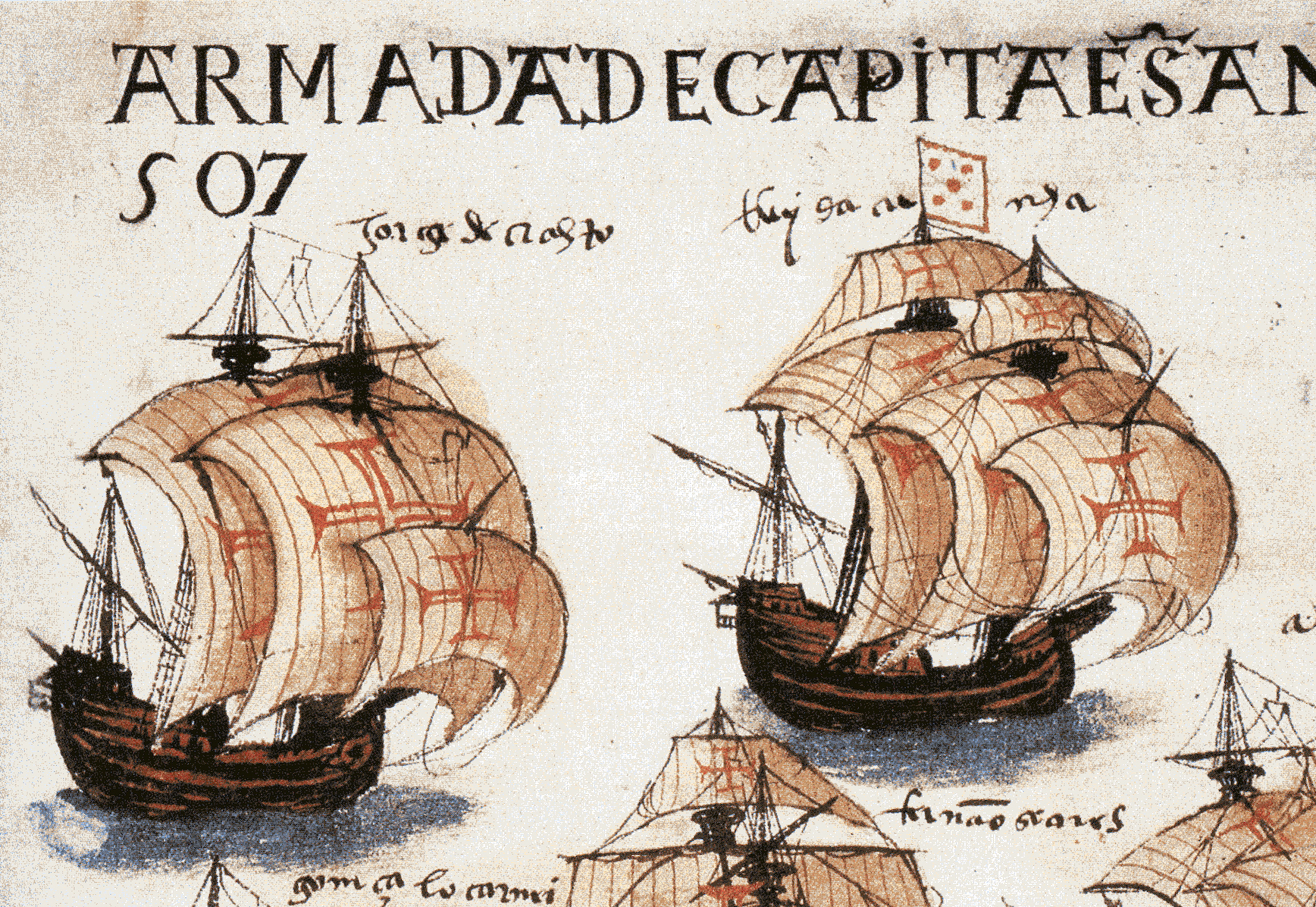
Naus da armada portuguesa com suas velas ornadas com a cruz de Cristo, no Livro de Lisuarte de Abreu, 1565

Contudo, a esfera e a cruz não eram símbolos exclusivos do Brasil, aparecendo em documentos, bandeiras, moedas e monumentos metropolitanos e de outras províncias ultramarinas. e não há registro de que esses símbolos tenham feito parte de algum brasão oficial do Estado do Brasil, denominação do território brasileiro usada durante o período colonial. Segundo Henrique Wiederspahn, o Estado do Brasil não teve uma bandeira nem uma heráldica próprias, sendo usados os símbolos reais portugueses.
O primeiro brasão conhecido atribuído especificamente ao Estado do Brasil foi o de uma árvore ao natural contra um fundo de prata, encimada por uma cruz de madeira, também da cor natural (às vezes descrita como vermelha), mostrado na abertura deste artigo. A simbologia da cruz fazia referência à primitiva denominação de Terra de Santa Cruz ou Vera Cruz, usada na época do descobrimento, mas também a uma antiga identificação de Portugal como um reino eminentemente cristão, enquanto que a árvore pode ser entendida como referência ao pau-brasil, cuja denominação acabou por se estender ao território. A imagem de uma cruz sobre uma árvore também estava ligada à mítica da família do condestável Nuno Álvares Pereira, um dos fundadores da Casa de Bragança, cuja lenda afirmava que uma cruz brilhante havia aparecido sobre uma árvore em diversas batalhas em que seus ancestrais haviam combatido. Não se sabe ao certo por qual motivo ou quando este brasão foi criado, Milton Luz alega que partiu de ordem régia em 1645, mas sem dúvida foi criado antes de 1675, quando foi documentado no Tesouro de Nobreza do rei de armas da Índia Francisco Coelho Mendes. Mas teve pouca circulação e não há registro de seu uso em caráter oficial. Em 1647 o Estado do Maranhão e Grão-Pará recebeu brasão.
|                                                                                   |  |                                           |
| Brasão primitivo de Salvador, 1549, o primeiro concedido a uma cidade brasileira. |  | Brasão primitivo do Rio de Janeiro, 1565. |

Enquanto que em Portugal havia sido um costume comum cidades e vilas assumirem armas como uma das prerrogativas de sua autonomia municipal, o mesmo não parece ter acontecido com as povoações brasileiras. Por mais de dois séculos só há notícia de seis cidades brasileiras brasonadas: Salvador (1549), Rio de Janeiro (1565), Belém do Pará (1616), São Luís do Maranhão (1647), Vila Bela em Mato Grosso (1715) e Vila do Bom Jesus do Cuiabá (1727). Foram poucos também os brasões de cidades dos outros territórios ultramarinos. Miguel de Seixas atribuiu essa escassez à precoce centralização do poder régio em Portugal, e também ao fato de que ao contrário da maior parte dos Estados europeus, a heráldica monárquica portuguesa "não assumiu um carácter territorial nem primordialmente dinástico, mas antes institucional, representativo da noção abstrata de Coroa. [...] Terá também contribuído para esse efeito a ausência de tradição de corpos intermédios na monarquia portuguesa: entre os municípios e o rei, nenhum outro órgão de soberania se interpunha". Neste sentido, os brasões municipais ultramarinos eram de certa forma desnecessários, pois as armas da Coroa bastavam para a legitimação e afirmação da sua autoridade. Falando sobre as armas de Salvador, Seixas argumenta que elas não faziam parte do repertório heráldico tradicional nem se associavam à heraldização de elementos exóticos alusivos aos territórios ultramarinos, mas remetiam a uma inspiração bíblica e política, simbolizando a refundação do reino na América. O lema inscrito no brasão, Sic illa ad Arcam reversa est [Assim ela voltou à Arca], estaria relacionada à ideia de uma nova aliança numa sociedade transplantada, assim como a pomba ao trazer um ramo de volta para a Arca sinalizou para Noé que as águas do dilúvio haviam baixado e Deus estabelecera com a humanidade uma nova aliança, uma simbologia adequada para uma cidade que era a cabeça do Estado do Brasil.

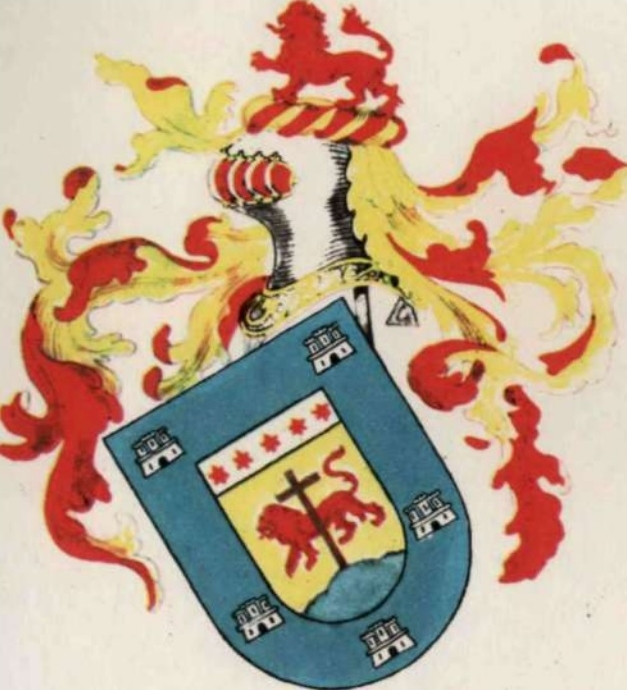
O brasão de Duarte Coelho, capitão-donatário da Capitania de Pernambuco, foi o primeiro brasão outorgado a um indivíduo ligado ao Brasil, 1545

Poucos também foram os brasões outorgados a indivíduos ligados ao Brasil até o século XVIII. O primeiro de que se tem notícia é o de Duarte Coelho, em 1545. Em 1637 Bento Maciel Parente recebeu armas em recompensa por seus serviços nas lutas contra os holandeses. Pelos mesmos motivos Simão Álvares de La Penha Deus Dará recebeu armas em 1646. Filipe Camarão foi o primeiro indígena a receber brasão, em 1648, também por méritos nas guerras holandesas. A partir da década de 1680 começam a ser concedidos diversos outros, quase sempre para oficiais régios, juízes, vereadores, bacharéis, grande proprietários de terras, descendentes dos primeiros colonizadores, e outros que compunham em conjunto a heterogênea nobreza da terra. Cândido Mendes de Almeida disse que desde o século XVII entre os cronistas da Bahia, São Paulo e outros pontos do Brasil, envolvidos em resgatar a história das famílias principais da colônia e afirmar sua nobreza colocando-os como descendentes da nobreza europeia, havia um intenso interesse pela heráldica, "uma irresistível paixão", mas os acusava de recorrer a meios pouco honestos para provar seus argumentos e as genealogias que criaram. Muitos batalhões militares ativos na colônia foram registrados usando bandeiras e insígnias contendo símbolos variados, muitas vezes de origem religiosa ou formas abstratas.

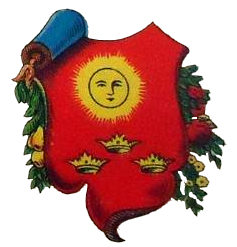
Brasão da Capitania de Sergipe, concedido por Maurício de Nassau.

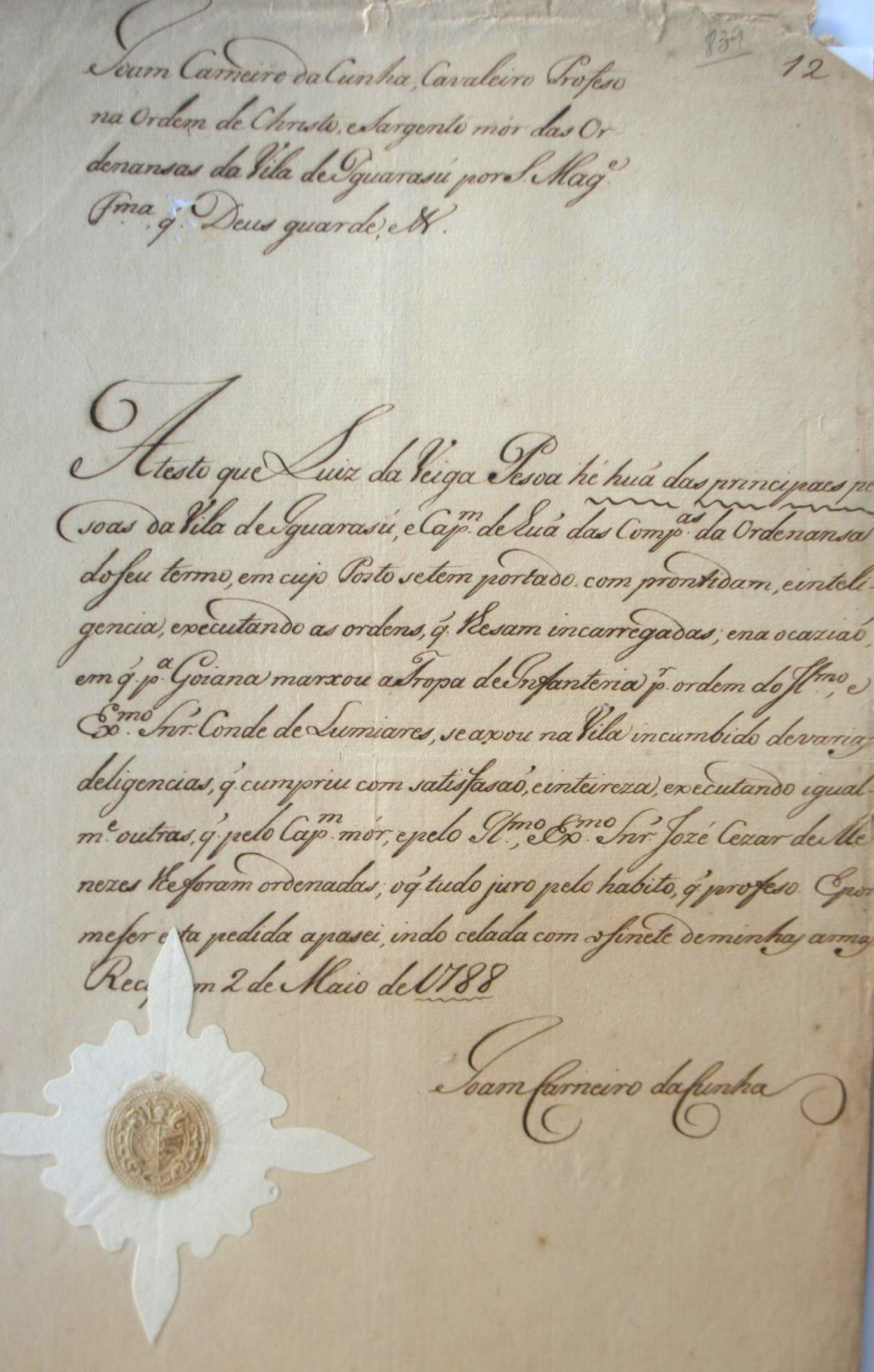
Atestado passado por João Carneiro da Cunha, nobre da terra de Pernambuco e sargento-mor de Igarassu, em favor do capitão Luís da Veiga Pessoa, comprovando sua qualidade pessoal e serviços, 1788. O atestado é autenticado com seu sinete brasonado

Neste ínterim, durante a ocupação holandesa do Nordeste, Maurício de Nassau concedeu brasões às capitanias sob o seu controle, outro para o Supremo Governo do Brasil, órgão que centralizava a administração, e para algumas cidades. Ganharam armas a Capitania de Pernambuco e suas jurisdições de Igaraçu, Serinhaém, Porto Calvo e Alagoas; as Capitanias de Itamaracá, da Paraíba, do Rio Grande do Norte e de Sergipe.
Apesar das tentativas de regulamentação da concessão e do uso de brasões pela Coroa portuguesa, objetivando restringir sua posse pela alta nobreza, elas não foram muito efetivas, e muitos nobres de baixo escalão e mesmo plebeus adotaram brasões por sua conta ou os receberam dos reis de armas oficiais sem justificativas sólidas. Falsificações eram comuns. A situação ficou tão descontrolada e abusiva que D. João V ordenou uma reforma no Cartório da Nobreza, mas a iniciativa foi seriamente prejudicada com a destruição dos arquivos do Cartório no terremoto de 1755, e mesmo depois os critérios de concessão e o sistema de documentação empregado na corte continuaram precários. Pelo menos oficialmente, até o fim do período colonial os brasileiros que solicitavam concessão de brasões só os receberiam mediante apresentação de prova de nobreza, e para serem reconhecidos oficialmente como nobres — diferentemente dos critérios extra-oficiais de reconhecimento da nobreza da terra — eram exigidas provas de honra, caráter, modo de vida, ancestralidade notável, ausência de "defeito mecânico" ou "sangue infecto" na família, serviços prestados e outras, variando de caso a caso. Assim como ocorria em Portugal, as provas muitas vezes eram frágeis, podiam ser apenas declarações de testemunhas, genealogias falsificadas eram muito comuns, e uma verificação rigorosa da autenticidade dessas provas raramente acontecia.
Em meados do século o Marquês de Pombal permitiu que a atividade no comércio de grosso trato "de porta fechada" fosse admitida como prova de nobreza nos pedidos para obtenção de ordens honoríficas, e em 1770 isso foi consagrado em uma lei régia considerando o comércio profissão "nobre, necessária e proveitosa" para os interesses do Estado, embora o comércio miúdo, de "loja aberta", fosse excluído da qualificação. A partir de então houve um intenso movimento dos grandes comerciantes de origens humildes para obterem também cartas de brasão, consideradas importantes para consolidar o reconhecimento social como nobres para si mesmos e suas famílias e descendentes. Essa súbita entrada de muitos homens novos na nobreza da terra provocou uma reorganização da elite e gerou conflitos com as famílias antigas e tradicionais. De acordo com os registros sobreviventes, de 1750 a 1807 a monarquia portuguesa concedeu pelo menos 219 brasões a brasileiros de variadas origens sociais, a maioria a baianos, pernambucanos e cariocas. Muitas dessas outorgas parecem não ter sido hereditárias. Muitas das principais famílias da nobreza colonial nunca solicitaram brasão, ou pelo menos não foi encontrado registro, o que sugere que seus critérios de afirmação social estivessem embasados em outros valores. O conhecimento sobre a nobreza colonial ainda é bastante incompleto e ainda há muita documentação não explorada, que pode trazer novas luzes sobre a heráldica brasileira deste período.

## Reino Unido

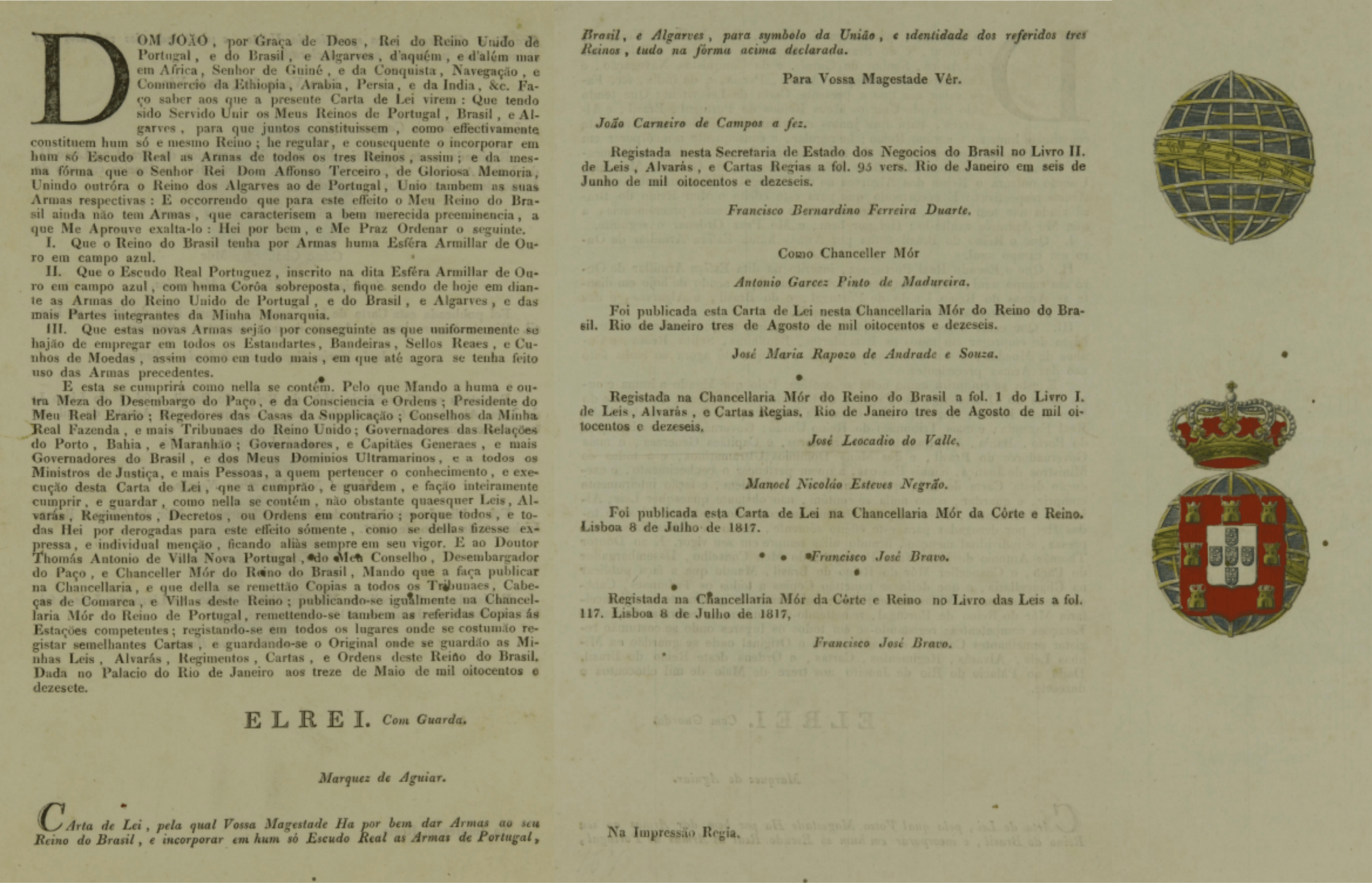
Carta régia de criação do Brasão de Armas do Reino Unido de Portugal, Brasil e Algarves por D. João VI.

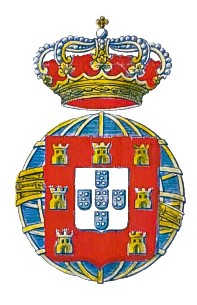
Brasão do Reino Unido de Portugal, Brasil e Algarves, conforme o modelo apresentado no decreto de 1816

Todas as armas coloniais ainda pertenciam ao domínio da heráldica europeia, e a heráldica especificamente brasileira só começa a surgir com a fundação do Cartório de Nobreza e Fidalguia em 8 de maio de 1810 pelo príncipe regente D. João, que havia fugido para o Brasil com sua corte em 1808 após a invasão dos seus domínios europeus por Napoleão. O primeiro Rei de Armas, Isidoro da Costa e Oliveira, foi nomeado no dia da criação do Cartório. Em 6 de novembro de 1811 foi nomeado o primeiro Escrivão, Antônio Bernardo Cardoso Pessanha de Castelo Branco; o primeiro Arauto, Antônio Gomes da Silva, em 17 de agosto de 1814, e o primeiro Passavante, João Vicente, em 18 de novembro de 1814. Desde o início foram sendo passadas cartas de brasão.
Em 16 de dezembro de 1815 D. João elevou a colônia do Brasil à condição de Reino, unido a Portugal e o Algarves, e em 13 de maio do ano seguinte regulamentou a heráldica na nova entidade política, determinando a criação de um brasão para ela. O decreto dizia que, não tendo ainda armas o Brasil, o monarca, aprouvendo exaltá-lo pela sua "bem merecida preeminência", ordenava: "Que o Reino do Brasil tenha por armas uma esfera armilar de ouro em campo azul. Que o escudo real português, inscrito na esfera armilar de ouro em campo azul, com uma coroa sobreposta, fique sendo de hoje em diante as armas do Reino Unido de Portugal, e do Brasil, e Algarves, e das mais partes integrantes de minha monarquia. Que estas novas armas sejam por conseguinte as que uniformemente se hajam de empregar em todos os estandartes, bandeiras, selos reais e cunhos de moedas, assim como em tudo mais e que até agora se tenha feito uso das armas precedentes".
Segundo Seixas, a escolha da esfera para o brasão brasileiro provavelmente se deve ao maciço uso do objeto em bandeiras e moedas nas terras brasileiras desde o século XVII. A forma do brasão já constituiu uma novidade, sendo um círculo totalmente tomado pela esfera armilar, além de ser a primeira vez em que um emblema de um território ultramarino foi incorporado às armas oficiais de um reino europeu. Para sua aclamação como rei, encomendou um manto semeado com os elementos do novo brasão, assim como seu novo cetro incorporou a esfera.  Apesar de o Reino Unido ter durado pouco, seu brasão teve uma longa descendência, sendo adotado como a base das armas da República Portuguesa, permanecendo em vigor até hoje em Portugal pouco modificado, assim como permanece um símbolo comumente usado em todos os domínios da lusofonia.

## Império

As armas do Império do Brasil no Primeiro Reinado, com ramos de café e tabaco.

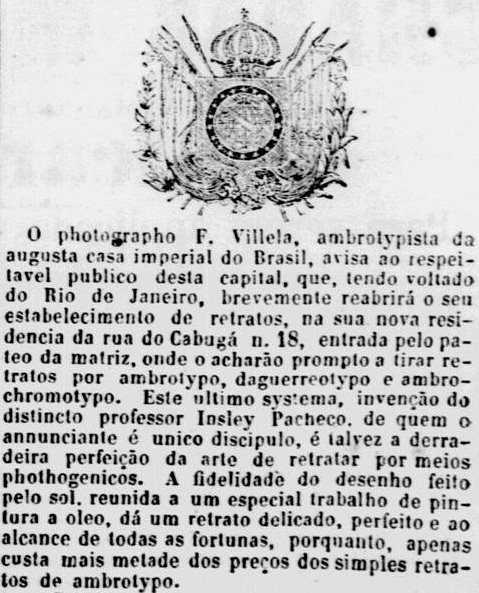
No século XIX o comércio, marcas e produtos também usavam os símbolos nacionais com liberdade. Anúncio de serviços fotográficos no Diário de Pernambuco, 1860.

Após a Independência do Brasil em 7 de setembro de 1822, uma das primeiras medidas do novo governo imperial foi criar novas armas para o país, através de decreto de 18 de setembro, removendo o escudo português mas mantendo a esfera armilar, com o acréscimo da cruz da Ordem de Cristo e uma orla azul com dezenove estrelas de prata, tudo sobre um campo verde, ladeado por ramos de café e tabaco, fazendo uma ligação com o passado mas apontando para novos caminhos. Segundo Miguel de Seixas, "esta continuidade com a herança portuguesa permitiu a defesa do novo Estado junto das potências conservadoras europeias da Santa Aliança, conforme se infere do relato da entrevista que o conde de Resende, representante do Brasil junto da corte de Viena, teve com o príncipe de Metternich. Em carta a José Bonifácio de Andrada, Resende referia as desconfianças que o chanceler austríaco lhe expusera acerca da nova bandeira 'supondo que a inovação e o emblema das estrelas fora suscitada por ideias republicanas'." Resende tranquilizou Metternich dizendo que o novo símbolo nada tinha a ver com isso, mas de fato ele fazia alusão a uma iconografia relacionada a ideologias iluministas, maçônicas e até mesmo napoleônicas. O próprio desenho do brasão e da bandeira coube a Debret, antigo bonapartista. De toda forma, "do ponto de vista simbológico, as armas e a bandeira revelavam-se propícias a representar o ideal de uma monarquia nova dotada de fundamento antigo, de que retirava parte substancial da sua legitimidade política, da sua capacidade aglomeradora e prospectiva. Os sinais visuais da monarquia exprimiam isso mesmo: o prolongamento de uma ordem milenar, permeada pelos influxos hodiernos e adaptada às circunstâncias excepcionais da geografia e da história".
A Constituição do Império de 1824 formalizou a prerrogativa do soberano de conceder honrarias, títulos e armas. Durante o reinado de D. Pedro I os elementos heráldicos recém-criados tiveram uma larga difusão, usados na regalia imperial, em edifícios públicos, sedes de corporações militares, uniformes, armamentos, praças, monumentos, pinturas e estampas, fachadas e decoração de casas e palácios, carruagens, mobília, louças, joias e figurinos civis, inclusive havendo grande divulgação comercial. Também as cores usadas no brasão e bandeira imperial, além de serem uma combinação pouco usual nas monarquias europeias, se tornaram imediatamente populares para os mais variados usos práticos ou decorativos e foram importantes para a afirmação da nacionalidade. D. Pedro ainda criou novas ordens honoríficas, que tinham sua simbologia própria: a do Cruzeiro fazia referência à constelação associada ao descobrimento e à primitiva denominação do território; a da Rosa era relacionada à maçonaria, da qual o imperador e as elites faziam parte, e a de Pedro Primeiro ligava-se à emblemática dinástica.

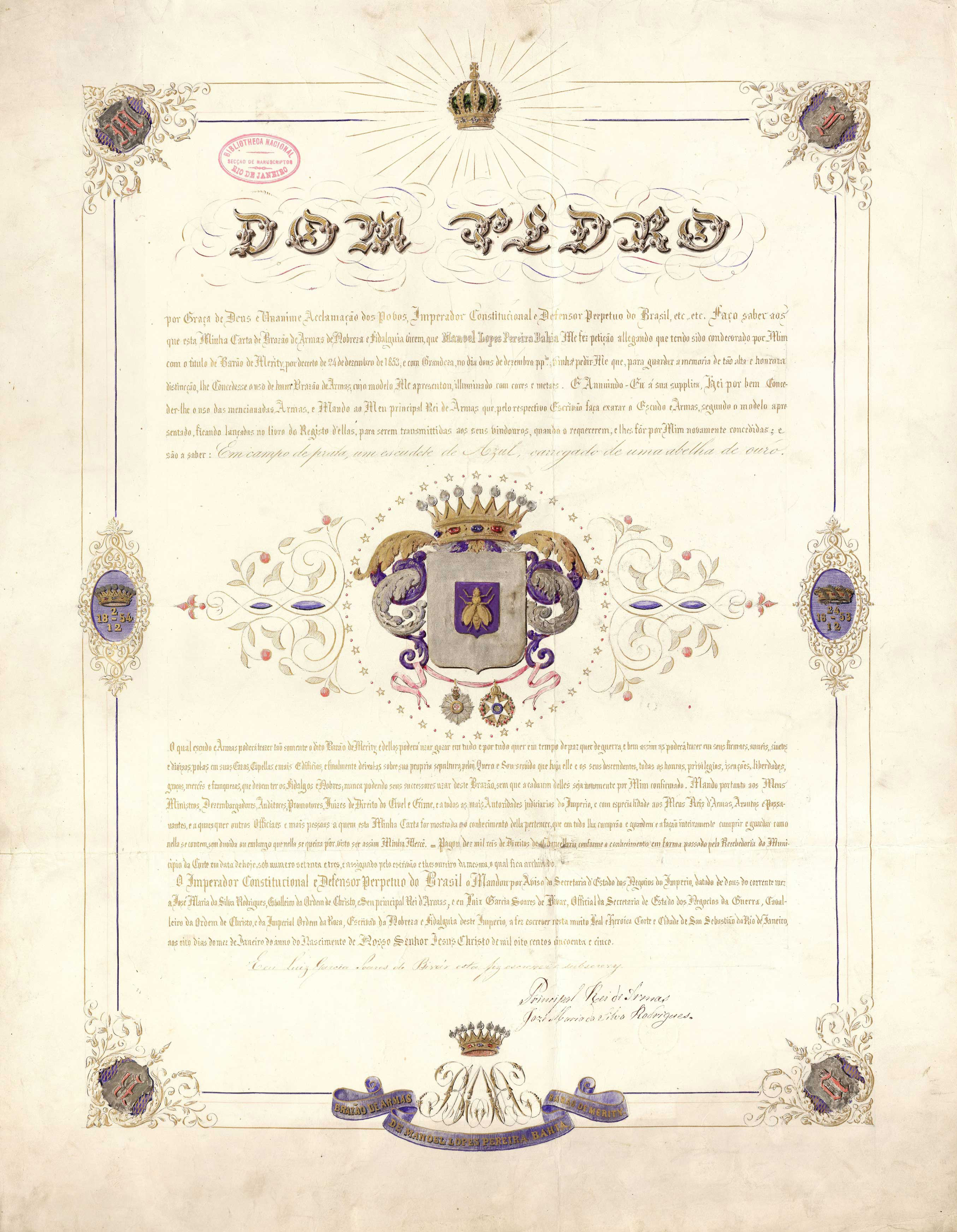
Carta de brasão concedida ao Barão de Meriti em 1855, dois anos depois de sua elevação ao baronato

Outra novidade introduzida por D. Pedro I foi uma nova nobreza portadora de títulos com características diferentes da portuguesa. Nobres portugueses podiam transmitir seus títulos e armas à descendência, mas no Brasil a nobreza titulada não era hereditária e o uso do brasão cessava com a morte do seu titular, salvo por especial concessão. Brasões não vinham anexos aos títulos brasileiros, eram dois processos separados, e para ter brasão era necessário fazer um requerimento à Coroa, pagando-se um valor substancial para seu registro no Cartório da Nobreza. O uso de armas era estritamente regulamentado e a usurpação era punível com a prisão. Em 1830 o rei de armas Félix José da Silva publicou nota na imprensa prevenindo que a ninguém seria permitido "usar de brasão de armas em selos, reposteiros, carruagens, ou quaisquer outros trastes, ou tê-los esculpidos na frente das suas casas, ou outras partes, sem que se apresentem cartas de brasão, que lhes faculte o seu uso, sendo as cartas passadas pelo competente escrivão da nobreza e fidalguia", mas muitos abusos e falsificações ocorreram, especialmente na atribuição de armas novas usando armas da antiga fidalguia portuguesa a pessoas de mesmo sobrenome, mas cujo parentesco com as casas metropolitanas nunca foi  comprovado.

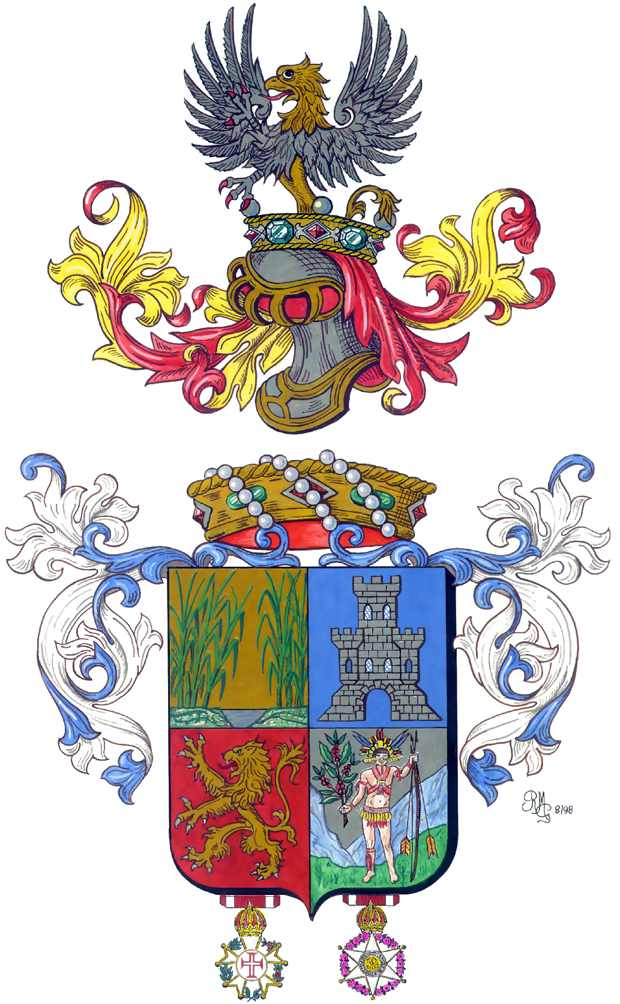
Brasão de Gonçalo de Faro Rollemberg, Barão de Japaratuba, que emprega símbolos tradicionais europeus junto com as imagens da cana e do indígena.

Apesar de ser herdeira das tradições lusas, no Império a heráldica brasileira começou a se diferenciar, adotando imagens e símbolos típicos da terra, como o ramo de café, a cana-de-açúcar, a palmeira, o indígena, ferramentas de trabalho agrícola, animais nativos como a onça e o sabiá, a constelação do Cruzeiro do Sul, além de imagens referentes aos avanços tecnológicos e científicos, às profissões liberais e ao progresso. A heráldica passava a fazer parte de um novo projeto político para o Brasil através da criação de um imaginário e uma ideologia nacionalistas, processo que na maturidade de D. Pedro II foi muito enfatizado e se ramificou para as artes, a literatura e a historiografia, onde se procurou fortalecer as características do Brasil para afastar a ligação com o passado colonial português e afirmá-lo positivamente no cenário internacional como uma nação moderna. D. Pedro II concedeu grande número de títulos e armas, procurando atrair para seu programa a elite nacional emergente e membros da "nobreza da terra" não titulada, formando uma nobreza que não se baseava no sangue antigo e nos direitos de nascença, mas no mérito pessoal e nos serviços prestados à Coroa. Ao mesmo tempo, entrelaçando a simbologia tropical com as da antiga tradição europeia, a heráldica nativa contribuía para divulgar publicamente a autoimagem que a nova nobreza brasileira queria projetar: "europeia mas 'romanticamente nacional', tradicional mas ligeiramente moderna, rica, sábia, cristã, catequizadora, vitoriosa, conquistadora", como disse Lilia Moritz Schwarcz. Enquanto que na Europa a nobreza se aburguesava cada vez mais, no Brasil a burguesia buscava o verniz aristocrático. Não admira, neste sentido, que muitos brasões fossem comprados pelos novos-ricos brasileiros, embora a concessão dependesse da aprovação final do monarca. Em 1880 um brasão custava 170 mil réis.
Esse movimento nacionalista deixou uma funda marca na sociedade brasileira, e o imaginário criado no Império ainda faz parte ativa da identidade nacional. É significativo que, na opinião de Lilia Schwarcz, a iconografia e os símbolos republicanos — com a exceção da bandeira e do hino nacional — fracassaram na tentativa de sobrepujar a imagem do Império na consciência coletiva, a qual "está presente até hoje não apenas nesses elementos da retórica patriótica como em toda uma concepção de sociedade ainda impregnada da mística dos títulos de nobreza, das ordens honoríficas e dos rituais de consagração". Para Sérgio Buarque de Holanda, "a imagem de nosso país que vive como projeto e aspiração na consciência coletiva dos brasileiros não pôde, até hoje, desligar-se muito do espírito do Brasil imperial".

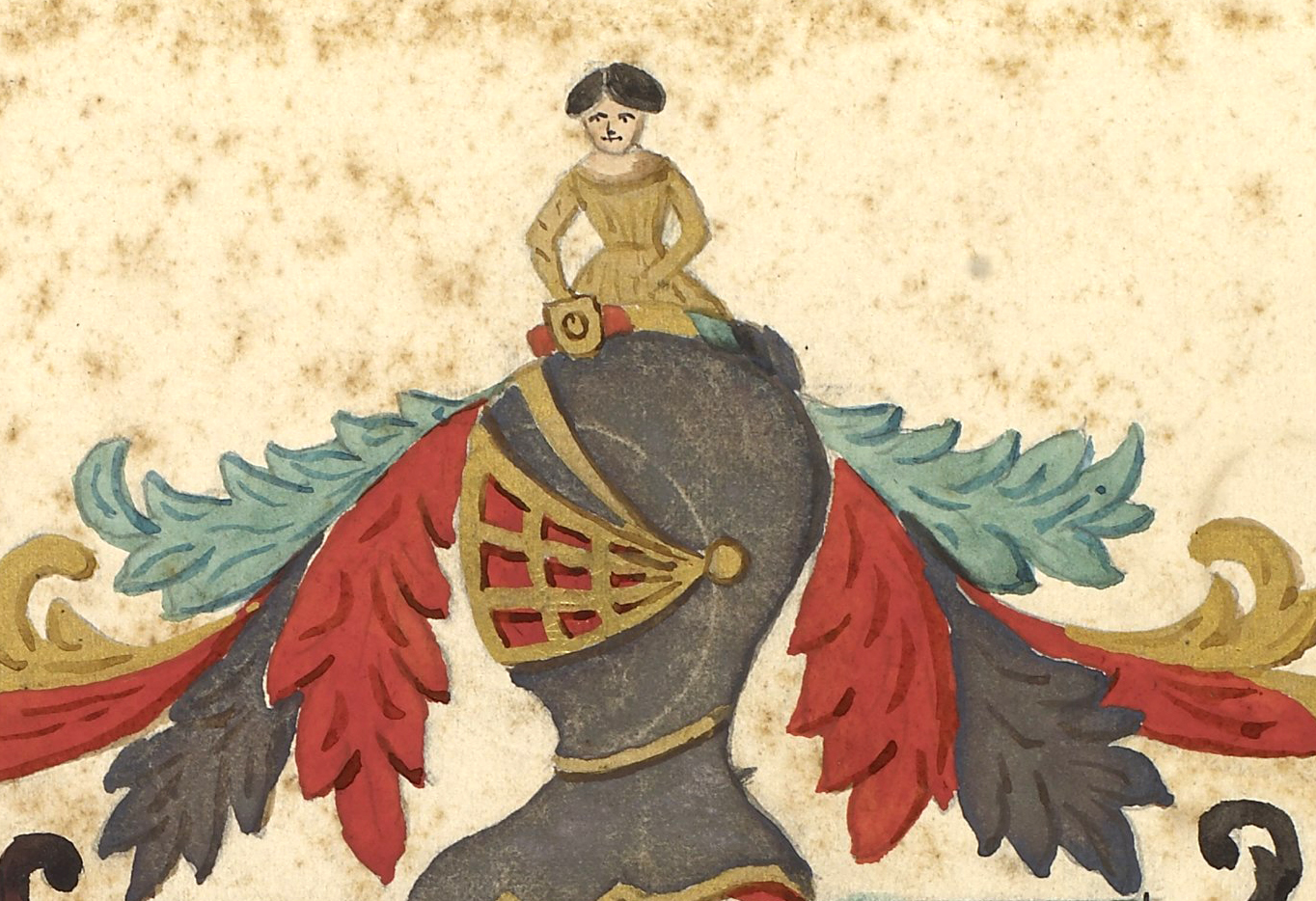
Detalhe da carta de brasão de Pedro Antônio Teles Barreto de Meneses, 1868, evidenciando uma execução rudimentar

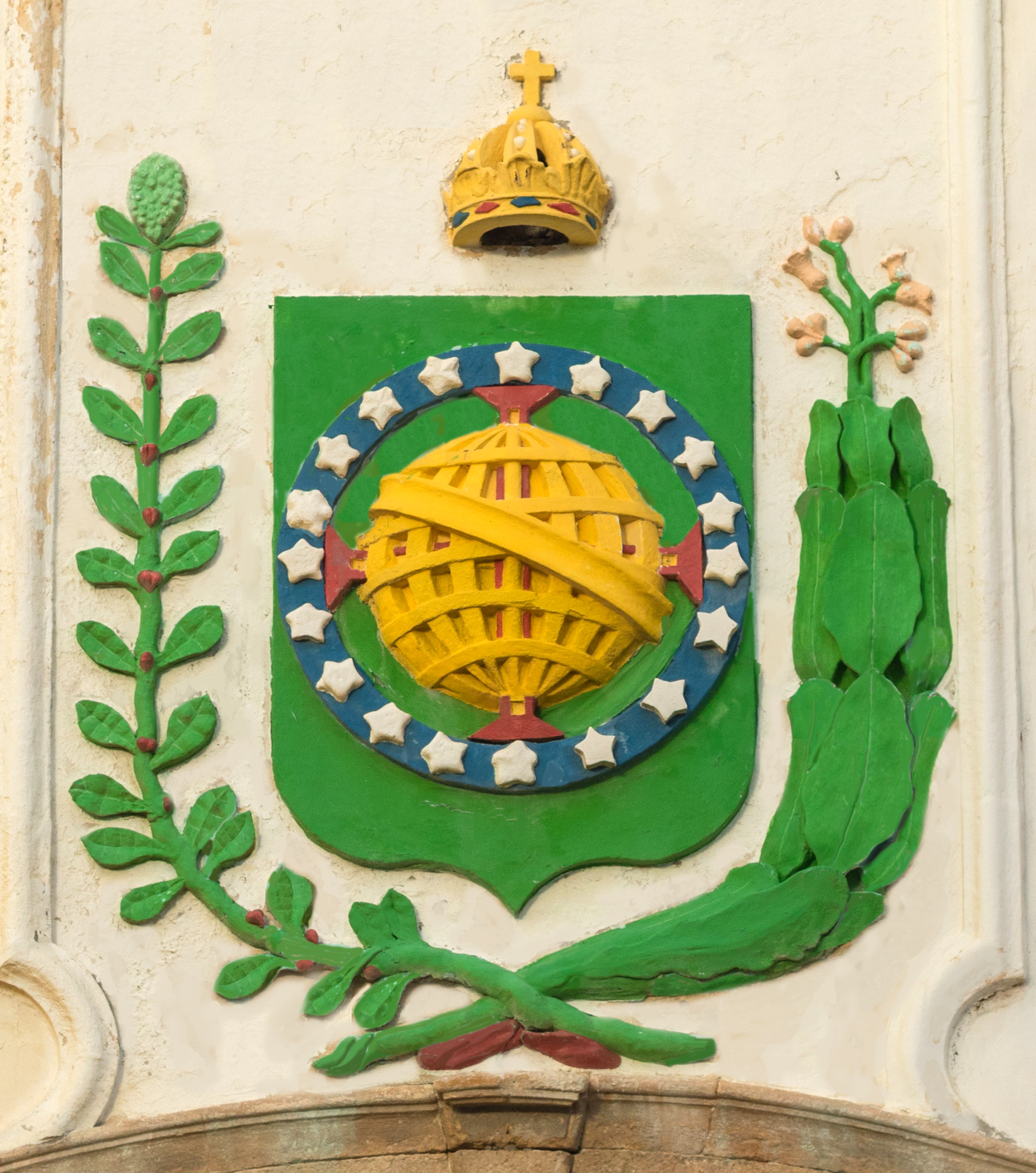
Uma representação tosca e incompleta do brasão imperial na fachada do Forte de Santa Maria, Salvador

Apesar da existência em Portugal de heraldistas de extraordinária habilidade artística, como se comprova em obras como o Livro do Armeiro-Mor e o Livro da Nobreza e Perfeiçam das Armas, a prática da arte heráldica no Brasil imperial não alcançou um nível de qualidade plástica muito elevado. O Cartório de Nobreza e Fidalguia não tinha critérios muito precisos para o desenho dos brasões, e se observam muitas discrepâncias em relação às normas convencionais no que diz respeito à organização dos elementos no escudo e no uso das cores e de ornamentos externos. Segundo Renato Moreira Gomes, o Cartório tomava como modelo a obra Nobiliarquia Portuguesa, de Villas Boas e Sampaio, editada em 1676, que é confusa e de baixa qualidade, gerando uma série de erros no desenho dos brasões nacionais. Além disso, as imagens geralmente eram escolhidas pelos agraciados, que podiam eles mesmos confeccionar o brasão na forma que quisessem ou recorrer a algum artista não especializado no campo, ou pediam conselho do bispo ou do pároco, que geralmente tinham alguma noção do assunto, ou imitavam exemplos de almanaques populares, e assim por diante. Essa liberalidade acentuou a queda na qualidade gráfica das produções imperiais, levando o conselheiro Silva Maia em meados do século XIX a protestar contra a falta de conhecimentos técnicos dos heraldistas da época.
Uma carta anônima publicada em 1833 protestava inclusive contra os erros técnicos e o desenho torto das próprias armas do Império publicadas no Jornal Oficial, preocupando-se com a má impressão que essa representação negligente pudesse causar para a reputação do país. Segundo Milton Luz, "com tantos problemas urgentes e prioritários, nosso primeiro imperador não podia cuidar dos detalhes de realização e aplicação dos símbolos que criara. [...] Esta falha persistiu no Segundo Império e mesmo D. Pedro II, tão cioso do trato das artes e das ciências, também negligenciou sobre este detalhe, de crucial importância. Assim, o brasão de armas do império ficou sujeito aos caprichos e fantasias dos artistas. Gravadores franceses, ingleses e alemães, ao receberem a encomenda de um remoto Império perdido nos trópicos e, à falta de um rígido programa que lhes disciplinasse o trabalho, davam asas à sua imaginação. Vai daí as muitas versões das armas usadas (entre 1836 e 1868) nos cabeçalhos do Correio Oficial, do Diário Oficial do Império e no Diário Oficial – versões tão diversas e, contudo, todas elas, 'oficiais'." Outros críticos do século XX como Aristides de Carvalho e Silva e Roberto Thut também criticaram a negligência dos reis de armas, mas os barões de Vasconcelos, no prefácio do Arquivo Nobiliárquico Brasileiro (1918), disseram que "os brasões brasileiros, se não são primores de arte heráldica, são contudo dignos de algum estudo".
Por outro lado, outro fator para seu descrédito teve caráter político: o fortalecimento do movimento republicano, que combateu os privilégios da nobreza e repelia e ridicularizava as pompas e símbolos ligados ela, incluindo os brasões. Também era criticada a grande multiplicação de novos nobres e a concessão de novos brasões para apaziguar dissidentes, no tumultuado período de crises sucessivas que antecedeu a República. Em 1880 um jornalista do Piauí associou a heráldica à alienação da elite e à insensibilidade do governo durante a grande seca que assolou o Nordeste no fim da década de 1870, indignado diante das notícias de criação de diversos novos nobres nordestinos em meio a um cenário de calamidade pública, dizendo que quem ia receber títulos eram os que se beneficiavam com o desastre, "os empregados da seca", e continuava:
"Diante do trono não comparecem as vítimas dos juros a 72%, nem as que caíam famintas e sequiosas pelas estradas e pelos abarracamentos. A página que mais comoverá a nossa posteridade, a triste página da história da seca, será ornada com iluminuras heráldicas. [...] Ao lado da pequena propriedade morta, ao lado de uma civilização extinta, verá os grandes territórios dos senhores enobrecidos no tempo da calamidade da assolação. O morador farroupilha e obrigado à subserviência será o fundo escuro do quadro da nobreza nova. Somente o historiador deve reclamar da história da heráldica nacional uma pequena recordação. O modelo das suas armas deve traduzir o motivo da existência das casas nobres. O governo no seu patriotismo deve fazer os brasões: Para uns um quinhão de carne seca; para outros uma cuia de farinha; para estes uma pobre criança estrebuchando ao sol; para aqueles uma pobre mulher estendendo a mão súplice e sendo corrida por um homem armado de vergalho. [...] O governo não deve esquecer o sr. José Júlio, o grande servidor. Faça-o Barão de Sobral. O seu brasão deve representar um palácio, à janela um homem fumando charuto, embaixo uma banda marcial, a poucos passos uma praça, e aí, no chão, velhos, mulheres, crianças, morrendo. O comentador acrescentará a esta última parte: morrendo de fome".

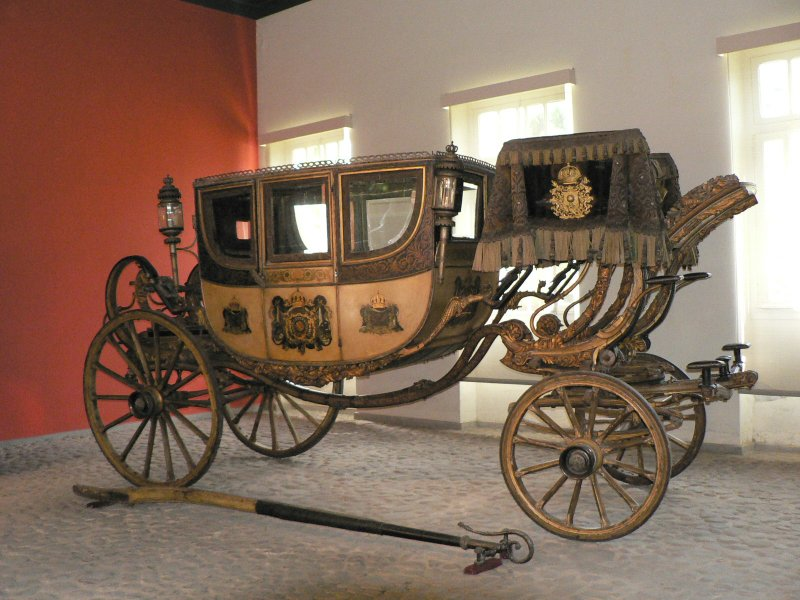
Coche do imperador com as armas imperiais pintadas na porta, Museu Imperial

Em 1883 a Gazeta da Tarde do Rio ironizava: "Talvez devido à abundância de calor e umidade destes últimos dias, na sementeira heráldica do segundo reinado grelaram mais alguns fidalgos. Essa vegetação especial, que vai parecendo indígena do clima democrático da América, nada tem com nosso solo nacional no que diz respeito às camadas comerciais e industriais que o compõem. É uma cultura à parte, produto da estufa monárquica da Quinta da Boa Vista, e apesar do crescimento fácil, não acreditamos que se possa considerá-la perfeitamente nacionalizada". Em 9 de setembro de 1889, às vésperas da proclamação da República, o jornal republicano A Federação do Ro Grande do Sul protestava que "esse governo, com o único intento de corromper os corruptíveis e de premiar empreiteiros eleitorais, haja feito a mais copiosa derrama de títulos de que há notícia desde o reinado do primeiro imperador! [...] Não há conferência ministerial no Paço da qual não decorram carradas de baronatos, comendas, fitas e fitões, para satisfação da vaidade dos que se empantufam com tais ornatos. As demasias da derrama heráldica já lançaram a barra muito além dos excessos a que neste sentido se entregou o gabinete em 10 de março, contra os quais aliás ergueu estrepitoso clamor a mesma gente que hoje está incidindo no mesmo vício de corrupção abominosa".

## República
A Constituição de 1891 aboliu definitivamente todos foros, títulos e prerrogativas da nobreza, e extinguiu as ordens honoríficas existentes. Sobreviveu à transição republicana a legislação que regula os símbolos oficiais do Estado: a Bandeira, o Selo e o Brasão, mas a heráldica brasileira não desapareceu com o fim da nobreza e do seu Cartório. Ao contrário, disseminou-se generalizadamente entre os entes territoriais, corporações e no âmbito eclesiástico. Em 13 de março de 1959 foi criada a Sociedade Brasileira de Heráldica e Humanística, oficializada pelo governo em 1965, que tem a função de assessorar organismos honoríficos que contemplam a meritocracia e dar orientação heráldica e vexilológica a municípios e organizações militares e civis na concepção de seus brasões, bandeiras, símbolos e uniformes. Pode também orientar a reconstrução de brasões e símbolos criados erroneamente.

### Símbolos nacionais

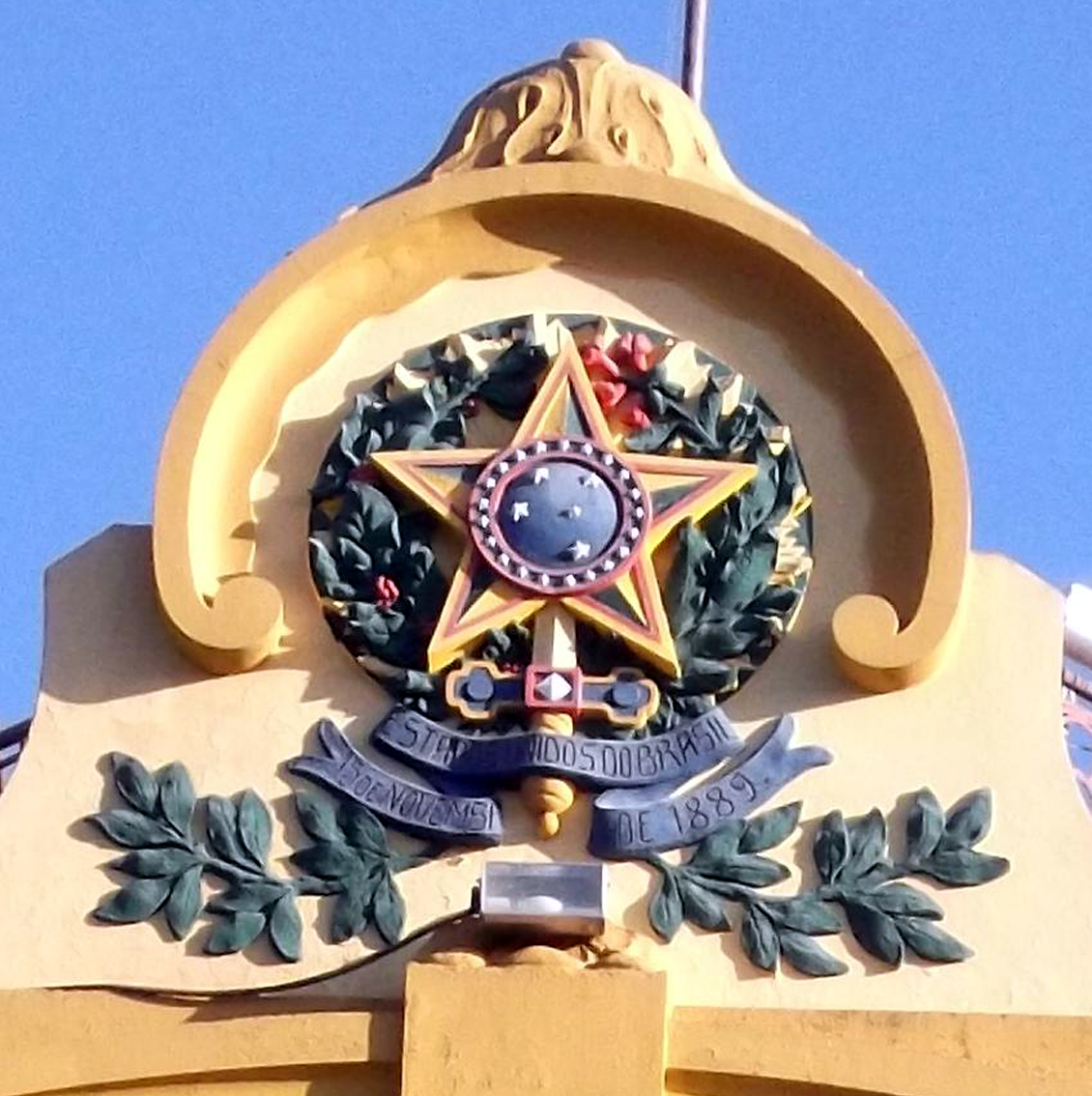
Primeira configuração do brasão do Brasil republicano, na fachada do Colégio Militar de Porto Alegre

A definição da simbologia do novo Estado republicano foi cercada de intensas disputas, havendo vários grupos ideológicos distintos buscando impor sua visão. O mais articulado deles, os positivistas, exerceu uma influência decisiva em diversos aspectos. Mesmo assim, foi preciso adotar fórmulas de compromisso, não sendo possíveis rupturas radicais em relação à tradição anterior. A população se manifestou claramente a favor do Hino do Império, que era muito popular; sua letra naturalmente seria modificada, mas a nova versão, composta só em 1908, foi oficializada só em 1922. O Brasão teve toda sua estrutura externa modificada, mas seu centro, um campo celeste circular com a constelação do Cruzeiro do Sul, era reminiscente da iconografia da esfera armilar. A orla estrelada e os ramos de café e tabaco permaneceram. O símbolo mais disputado foi a Bandeira, surgindo propostas muito diferentes. Acabou prevalecendo uma continuidade da bandeira imperial, substituindo-se apenas seu centro, removendo o brasão imperial em troca de um céu estrelado com o lema positivista Ordem e Progresso. Apesar das disputas, os aspectos principais foram resolvidos com rapidez, pois a população ainda estava dividida e o novo governo tinha pressa em consolidar o regime.

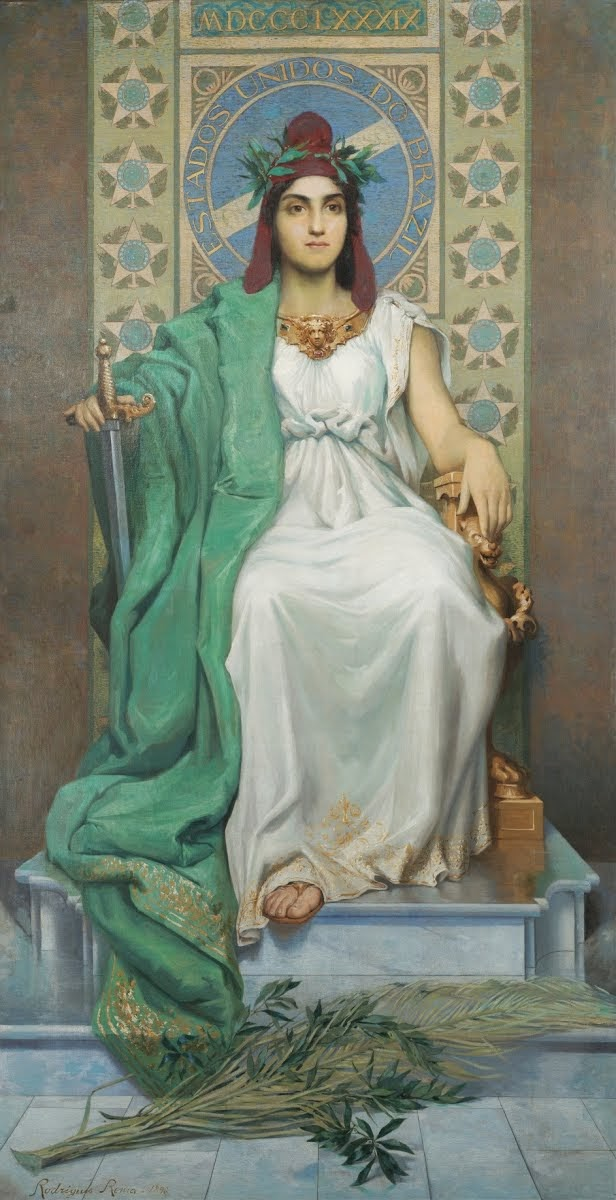
Alegoria da República, de Manuel Lopes Rodrigues, com a heráldica republicana no fundo

O Brasão foi instituído pelo Decreto nº 4 de 19 de novembro de 1889, e posteriormente ajustado por outras leis. Segundo o texto da legislação, "o escudo redondo será constituído em campo azul-celeste, contendo cinco estrelas de prata, dispostas na forma da constelação do Cruzeiro do Sul, com a bordadura do campo perfilada de ouro, carregada de estrelas de prata em número igual ao das estrelas existentes na bandeira nacional; o escudo ficará pousado numa estrela partida e gironada, de dez peças de sinopla (verde) e ouro, bordada de duas tiras, a interior de goles (vermelho) e a exterior de ouro; o todo brocante sobre uma espada, em pala, empunhada de ouro, guardas de blau (azul), salvo a parte do centro, que é de goles e contendo uma estrela de prata, figurará sobre uma coroa formada de um ramo de café frutificado, à destra, e de outro de fumo florido, à sinistra, ambos da própria cor, atados de blau, ficando o conjunto sobre um resplendor de ouro, cujos contornos formam uma estrela de vinte pontas; em listel de blau, brocante sobre os punhos da espada, inscrever-se-á, em ouro, a legenda República Federativa do Brasil, no centro, e ainda as expressões 15 de novembro, na extremidade destra, e as expressões de 1889, na sinistra".
A Bandeira do Brasil foi instituída pelo mesmo decreto e também sofreu ajustes posteriores. Embora as bandeiras sejam estudadas em uma disciplina específica, a vexilologia, seu desenho sempre seguiu as regras da heráldica, cumprindo igualmente funções similares aos brasões: carregar identidades, valores e simbologias específicas, tendo uma ampla gama de usos, que vão dos atos cívicos e ações militares aos comícios políticos, às festividades populares e eventos esportivos, entre muitos outros. O brasão monárquico foi eliminado na nova bandeira nacional mas as cores permaneceram as mesmas, um importante elemento de afirmação da continuidade da nação a despeito da mudança de regime político. Seu campo verde traz um losango amarelo, e nele está inscrito um orbe celeste com estrelas correspondendo ao número de unidades federativas, atravessado por uma faixa com os dizeres Ordem e Progresso. As proporções do campo, do losango e do orbe, assim como a posição e tamanho das estrelas e da inscrição, bem como a tonalidade das cores, são rigorosamente regulados. O Selo Nacional do Brasil também é regido por lei, sendo representado por "um círculo representando uma esfera celeste, igual ao que se acha no centro da Bandeira Nacional, tendo em volta as palavras República Federativa do Brasil". As formas de uso e exposição dos símbolos nacionais são da mesma forma estritamente regulamentadas, mas na prática as regras são desrespeitadas diariamente pela população, que se apropriou da sua bandeira e a usa nas mais variadas situações. Embora o conceito dos símbolos tenha se fixado em seu aspecto geral bastante cedo, uma normatização mais rigorosa do seu desenho (proporções relativas dos elementos, posicionamento, dimensões, cores exatas, etc) só veio recentemente, e a complexidade desse desenho torna sua execução correta bastante difícil. Não é por acaso que em reproduções populares haja grandes discrepâncias em relação aos modelos oficiais.

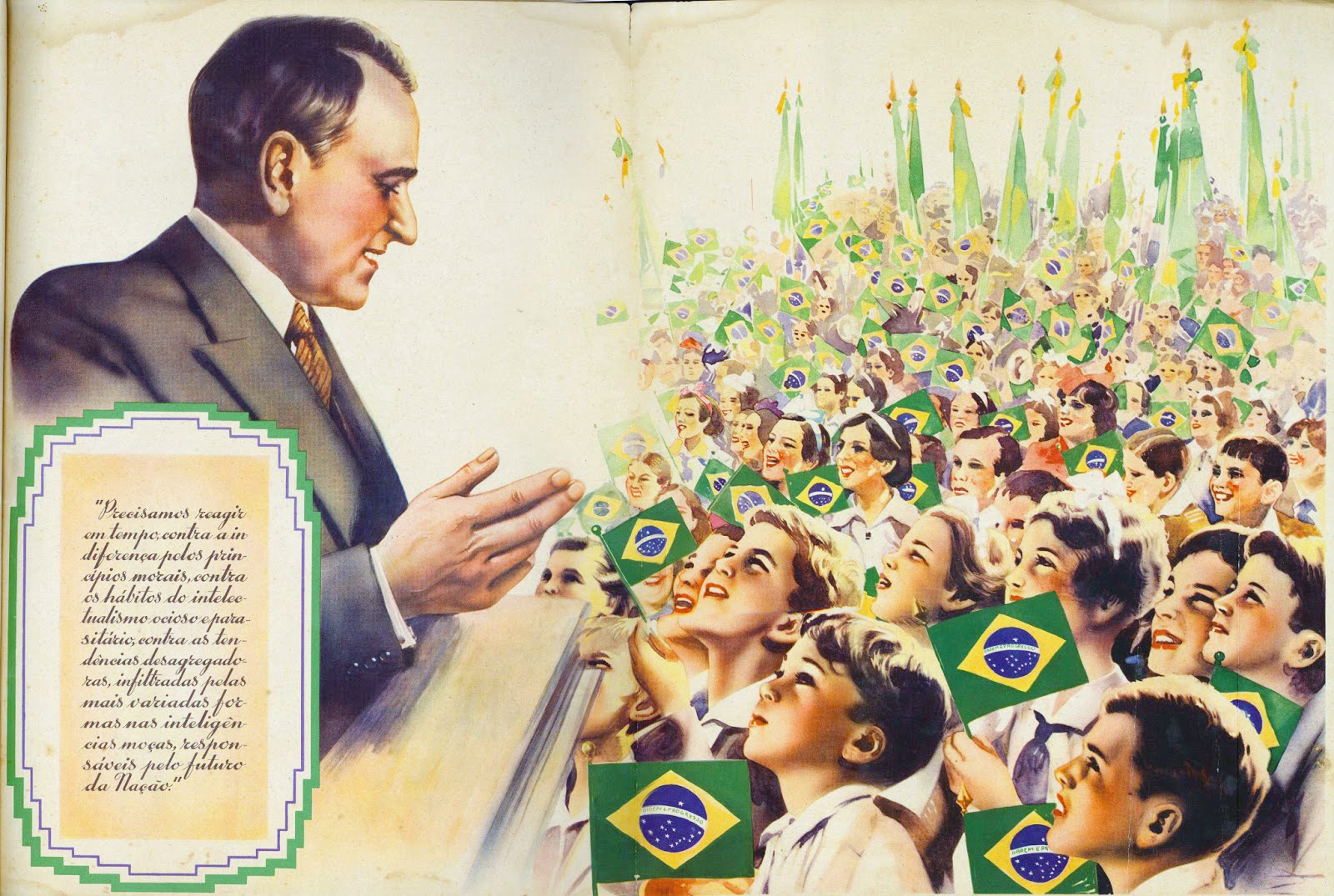
Propaganda do Estado Novo mostrando uma imagem idealizada de Getúlio instruindo crianças, que carregam a bandeira nacional. A legenda prega a moralidade, a operosidade e a união, chamando os jovens de "o futuro da Nação". Todas as crianças são brancas.

O culto aos símbolos nacionais se tornou uma marca dos governos republicanos autoritários e militaristas. Para Roger Diniz Costa, no contexto da guerra ideológica — entre monarquistas e republicanos, e entre as várias vertentes republicanas (liberal, jacobina, positivista) — que tomou conta do cenário político pós-proclamação, num tempo de caudilhismo e coronelismo em que a maioria da população era analfabeta, os símbolos visuais adquiriam grande potência sobre a consciência coletiva, no processo de construção de uma nova identidade e novos mitos fundadores para o país. "Por detrás dos símbolos e dos heróis estão presentes os modelos de sociedade, de organização política e muitas vezes de manutenção da hegemonia dos grupos dirigentes". Esse culto perdurou durante a ditadura do Estado Novo de Getúlio Vargas, e foi enfatizado na disciplina de Educação Moral e Cívica da rede escolar durante a ditadura militar.

### Heráldica cívica

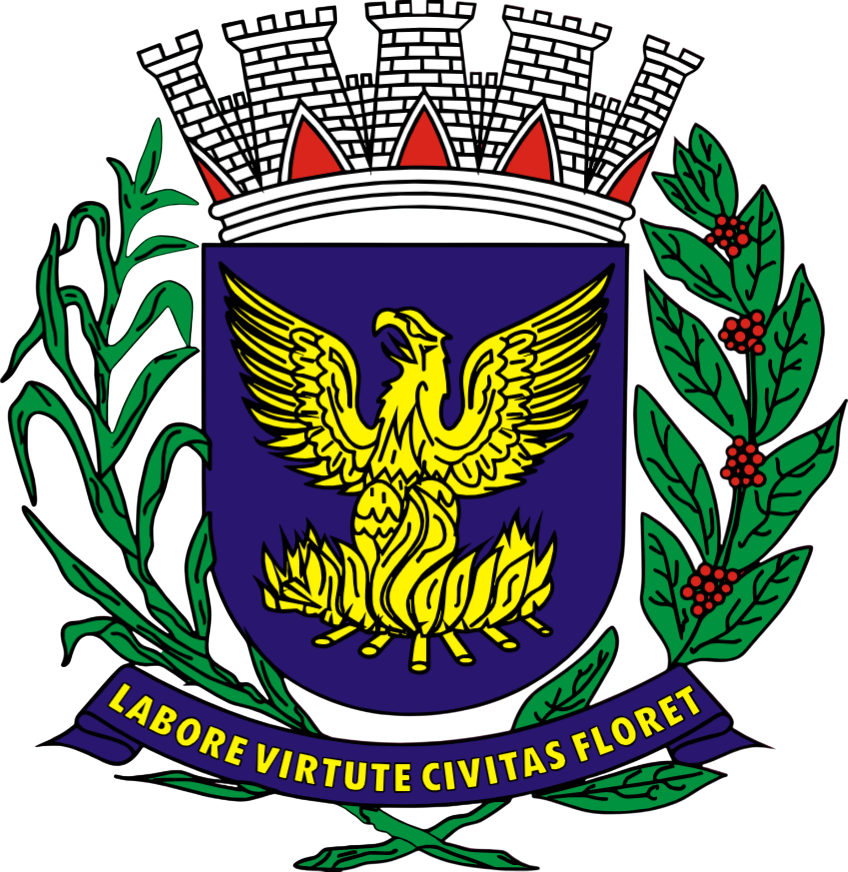
Brasão de Campinas, o primeiro da República

A prática da heráldica cívica (também chamada territorial, autárquica ou de domínio) permaneceu dormente por muito tempo no Brasil. Depois dos poucos brasões municipais e dos brasões holandeses documentados durante o período colonial, ao longo do Império apenas seis outras cidades assumiram armas. Esse campo só ganhou impulso depois do fim da monarquia. Campinas, que desde agosto de 1889 encaminhara pedido ao ministro Barão de Loreto, foi a primeira cidade a assumir brasão na República, aprovando em 20 de dezembro de 1889 um desenho criado pelo vereador Ricardo Daunt. Na opinião de Silva & Thut, chega a surpreender que a Câmara tenha aprovado este brasão, pois a proclamação da República em 15 de novembro do mesmo ano provocou uma onda de rejeição dos símbolos ligados à nobreza como os brasões, e o próprio vereador disse que havia na Câmara "tanto ódio contra usanças antigas". De qualquer modo, as resistências logo caíram, e na década de 1930 uma grande quantidade de municípios já tinha brasão. Contudo, a Constituição de 1937 aboliu todos os brasões cívicos salvo o brasão nacional, e o decreto-lei n.º 1.202, de 8 de abril de 1939, reforçou o interdito declarando que "a Bandeira, o Hino, o Escudo e as Armas Nacionais são de uso obrigatório em todos os Estados e Municípios; proibidos quaisquer outros símbolos de caráter local", mas a Constituição de 1946 resgatou o direito dos estados e municípios de terem símbolos próprios, mas não regulamentou a sua forma de criação e uso. Hoje todos os estados e praticamente todas as cidades brasileiras dispõem de seu brasão identificador, que são disciplinados por leis locais.

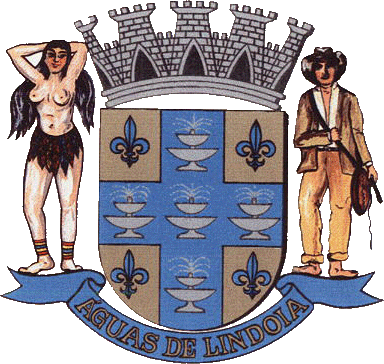
Brasão de Águas de Lindóia, de feição tradicional

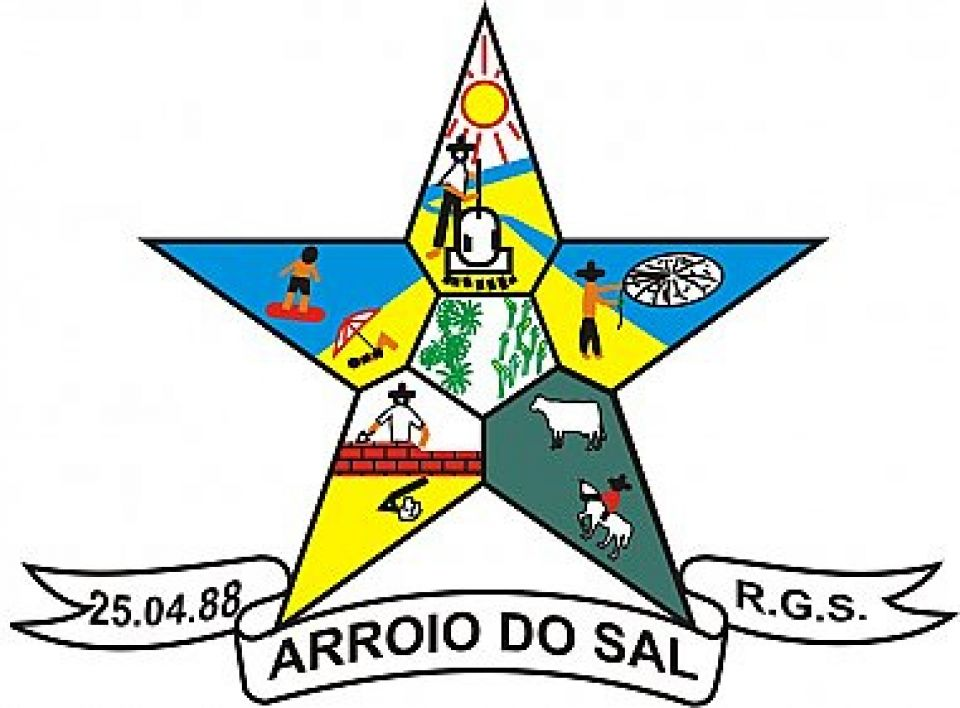
Brasão de Arroio do Sal, completamente alheio às normas tradicionais da heráldica.

Apesar da ausência de uma norma geral oficial, um elemento amplamente usado para as cidades é a coroa mural, um costume herdado da heráldica portuguesa. Mesmo assim, segundo levantamento de Santiago-Andrade, em 2020 1.153 cidades não faziam uso de uma coroa mural em seus brasões. Algumas não usam nada sobre o escudo, ou podem usar outros elementos, como é o caso de Crato, que usa um cocar. Também é amplamente difundido o uso de um listel, onde são inscritos o nome da cidade, ou seu lema, ou datas significativas, ou outras informações. Outros elementos comuns são ornamentos externos como tenentes ou suportes, que podem ser humanos, animais, vegetais ou objetos inanimados.
Já no desenho da forma do escudo, suas figuras, suas cores e seus arranjos interno e externo observa-se grande variedade e criatividade e muitas vezes uma adesão frouxa ou nenhuma às regras tradicionais. Em 1904 Alfredo de Carvalho já protestava contra o fato de haver muitos brasões municipais que não se preocupavam em simbolizar feitos heroicos ligados ao local e preferiam criar brasões com paisagens ou acidentes geográficos, além de usarem combinações de cores desarmoniosas. Em 1933, quando a prática da armaria cívica já havia se expandido enormemente, Clóvis Ribeiro, autor de uma importante obra de referência, também criticou os inúmeros brasões municipais que se desviavam  "clamorosamente" dos cânones tradicionais, "compostos arbitrariamente, com figuras inexpressivas, sem arte, a revelar o mais completo desconhecimento dos usos universais que presidem à confecção destes emblemas". O influente historiador Afonso d'Escragnolle Taunay foi autor de muitos brasões municipais no início do século XX e publicou em 1936 Heráldica Municipal Brasileira, mas ele reconhecia que no assunto heráldico era um diletante com um conhecimento apenas elementar, sendo movido mais por um espírito cívico, e segundo Edison Mueller os brasões que criou estão cheios de erros. No entanto, sua atividade heráldica teve pelo menos o mérito de despertar entre os municípios de diversos estados o interesse pela adoção de brasões. Em 1997 Mueller disse que "subsiste hoje no Brasil, de modo simultâneo, paradoxo aborrecido e constrangedor: há a mais completa anarquia na composição e na descrição técnica dos símbolos oficiais, a bandeira e o brasão, dos nossos municípios", revelando em muitos casos um completo desconhecimento de que existe uma ciência referente aos brasões. O autor lamentou que a "indigência de conhecimentos da arte heráldica infelizmente é geral e ampla em lodo Brasil". Às vezes os brasões, tanto municipais como estaduais, se aproximam da linguagem visual dos logotipos e marcas registradas.
Por outro lado, apesar dos protestos dos tradicionalistas, é importante compreender que a heráldica nunca foi uma ciência estática, com regras fechadas e universais, ao contrário. Michel Pastoureau assinalou em 1985 que em qualquer época ou região sempre houve uma grande distância entre a heráldica dos tratados e a heráldica prática. Embora algumas poucas regras tenham permanecido relativamente constantes e sejam largamente consensuais, como a que manda não colocar um objeto da mesma cor do fundo, ou a que manda não povoar o escudo com elementos em excesso para não dificultar a leitura, o fato é que desvios mesmo dessas regras básicas sempre ocorreram mesmo na Europa, havendo muitas tradições regionais diferenciadas e diferentes graus de tolerância para desvios. Como disseram Costa, França & Andrade, "o simbólico confere dinamismo à linguagem heráldica, cujas leis não alcançaram a rigidez à qual se propunham, não somente pelo deslocar-se entre fronteiras geográficas, mas também devido às mudanças políticas e sociais no decorrer dos séculos. Há variações entre as regras de produção e uso das armas, especificidades regionais, o que é característico de uma linguagem – como um idioma e sua gramática, ortografia e semântica".

Brasão do Ceará, com elementos identificadores da sua capital e sua economia.

Os brasões pessoais criados no Império já tinham como traço distintivo da heráldica europeia o crescente uso de imagens mais alegóricas do que simbólicas, e essa tendência se tornou uma prática comum na armaria das cidades e estados republicanos, usando imagens que fazem alusão às principais características do seu povo, a fatos históricos marcantes, a elementos da sua geografia e paisagem ou a atividades econômicas predominantes, constituindo um repertório visual que desempenha um papel importante na criação de uma identidade coletiva e de um senso de comunidade. É um bom exemplo o brasão do estado do Ceará, que traz uma paisagem representativa do litoral, com a enseada e o Farol do Mucuripe, elementos marcantes da capital cearense, junto com uma jangada e uma árvore de carnaúba, remetendo a importantes fontes econômicas: a pesca e os recursos naturais.
Nas palavras de Tiago José Berg, os brasões cívicos brasileiros "portam-se como importantes estruturas comunicativas das entidades políticas, atuando como um mosaico de símbolos e signos cujo caráter visual no espaço-tempo revela, em suas múltiplas conexões com o geográfico, uma nova perspectiva na análise deste tema junto à geografia histórica e cultural". Contudo, na opinião de Ghilardi & Santiago-Andrade, "os entes administrativos ainda não perceberam a importância da utilização dessa ciência para representar suas áreas. Em particular, a maioria dos municípios brasileiros demonstra a ausência do vínculo histórico do brasão com seu povo", ignorando seu caráter de patrimônio cultural coletivo e suas potencialidades no sentido de fortalecer "valores e representatividade histórica, cívica, cidadã".

### Heráldica corporativa

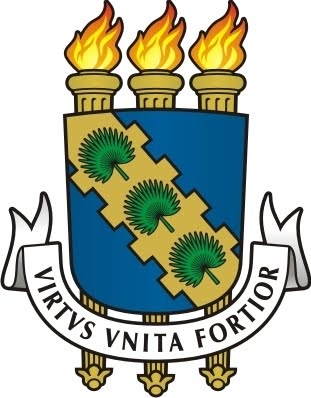
Brasão da Universidade Federal do Ceará

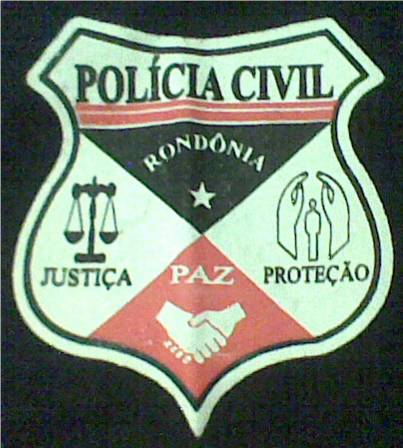
Brasão da Polícia Civil de Rondônia

Também está em franco uso a heráldica corporativa: nas Forças Armadas, nas polícias, empresas, instituições como universidades e colégios, clubes esportivos, escolas de samba e outras agremiações. Mais uma vez, neste campo a irregularidade e criatividade tendem a superar as regras tradicionais.
Logotipos, rótulos e marcas gráficas comerciais muitas vezes incorporam alguns elementos ou formas de organização mais ou menos reminiscentes da heráldica, mas raramente levando em conta seu valor histórico-simbólico e tendo uma preocupação principal com os aspectos decorativos. No entanto, empresas que comercializam produtos de luxo frequentemente recorrem a elementos heráldicos, baseando-se na antiga associação dos brasões com a nobreza e a sofisticação. Segundo Campos, Napoleão & Sousa, "agora há plena liberdade de criação e recursos gráficos de alta tecnologia estão disponíveis. Apesar disso, as formulações gráfico-visuais de formas ou figuras e a simbologia heráldica, ainda, influenciam de maneira direta ou indireta o design de identidade visual da marca. Essas formulações e simbologias são expressas, principalmente, nas marcas gráficas tradicionais ou nas que consideram e apresentam a tradição como valor de marca". Também aludindo à influência da heráldica na logotipia e nas marcas comerciais, Maria Cecilia Consolo disse que "um símbolo é capaz de acionar todo um repertório de experiências relacionadas à organização que ele representa, tanto na concepção material dos produtos ou serviços que ela oferece, como é também a chave de acesso para as acepções sensoriais e intangíveis relacionadas com a imagem mental formada a seu respeito, ou seja, a imagem simbólica. [...] As marcas tornaram-se catalizadores de comportamentos e fazem parte da vida e da história das pessoas". Hoje o Brasil é um país multicultural, e tradições simbólicas não europeias também têm sido absorvidas na logotipia comercial, como é o caso do uso de kamons, espécies de brasões de clãs usados no Japão, entre empresas de descendentes de japoneses.
A heráldica nasceu na cultura militarista dos cavaleiros medievais e sempre foi uma presença forte nas corporações militares e policiais, inclusive no Brasil, espalhada em fachadas de edifícios, uniformes, viaturas, espaços de convivência, galerias de heróis, bandeiras, literatura, páginas na internet, reforçando sua ritualística e ideias de hierarquia e autoridade. Segundo Daniele de Sousa Alcântara, "brasões, canções, uniformes e os ritos têm, ainda nos tempos atuais, embora de forma menos intensa, caracterizado a rotina do policial militar juntamente com a rotina de policial de rua que atende à sociedade". A heráldica das corporações armadas é rica e complexa, refletindo a diversidade de visões e ideologias que as cercam. Alguns símbolos se referem diretamente ao combate, à defesa e à força; outros fazem alusão à morte e à letalidade, outros a funções de proteção, justiça, auxílio e altruísmo; podem também ilustrar aspectos históricos ou geográficos relacionados ao lugar, mas muitos são abstratos e não têm uma interpretação claramente identificável. Na análise de Wagner de Lima, há um "vínculo direto entre as práticas desenvolvidas atualmente pela polícia militar e as representações simbólicas por ela ostentadas", servindo como "estruturas de ancoragem na psicodinâmica institucional".

## Heráldica eclesiástica

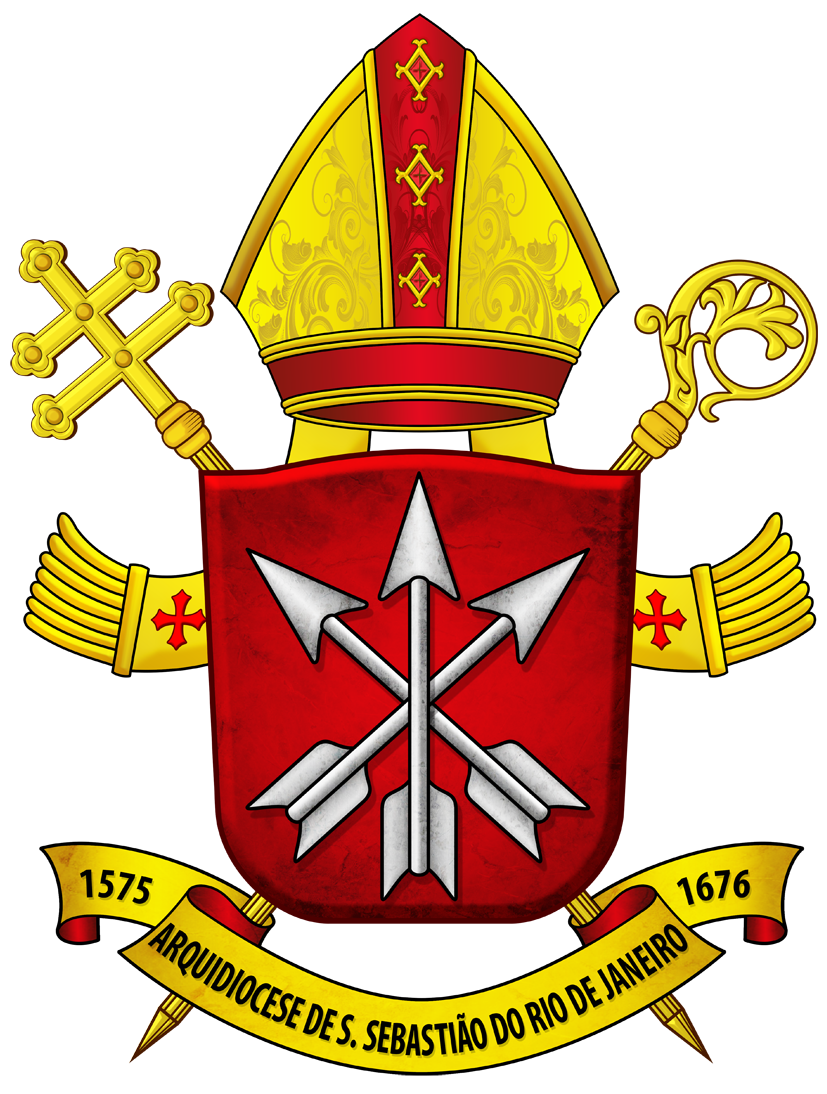
Brasão da Arquidiocese do Rio de Janeiro

A tradição da heráldica eclesiástica vem desde o período colonial e nunca foi interrompida, mas ela tem características próprias. Pode ser dividida em heráldica das instituições e heráldica de prelados individuais. Os brasões das ordens são os mesmos usados pela ordem na Europa. Os das instituições, onde podem ser incluídas irmandades e dioceses, são criados segundo o desejo dos usuários, assim como os da heráldica individual. Seus símbolos geralmente são objetos que referem a santos específicos da devoção do usuário, como as três flechas presentes no brasão da Arquidiocese do Rio de Janeiro, consagrada a São Sebastião, mártir morto por arqueiros; ou podem ser mais genéricos, apresentando uma cruz, um coração em chamas, a pomba do Espírito Santo. Brasões individuais muitas vezes reproduzem as armas da família da pessoa, se ela for armígera, plenas ou enquarteladas com outros símbolos.
O sistema de composição dos escudos não difere da heráldica convencional, mas seus elementos acessórios são bem diferentes e típicos da heráldica eclesiástica, regulados diretamente pelo Vaticano. Nos brasões de dioceses o escudo é encimado por uma mitra, e por trás se cruzam um báculo e uma cruz. Nos brasões individuais, elmos e timbres são substituídos por um chapéu, o galero, de copa redonda e baixa e abas largas. E em vez de lambrequins, descendo do galero temos um cordão de cada lado ornado com borlas ou nós, cujo número depende da hierarquia do usuário, mas esse número em tempos mais antigos não foi observado com muito rigor. Atualmente se prescreve quinze borlas de cada lado para cardeais, dez para arcebispos, seis para bispos, abades e superiores maiores, três para cônegos, duas para vigários e superiores menores, e uma para padres. A cor do galero e dos cordões é vermelha para cardeais, verde para os bispos e arcebispos, e preta para dos demais. Por trás do escudo é colocada uma cruz de ouro. Abades usam um báculo de ouro com um lenço por trás do escudo. O escudo de abadessas é rodeado por um rosário e por trás usam um báculo de ouro.

## Estudo

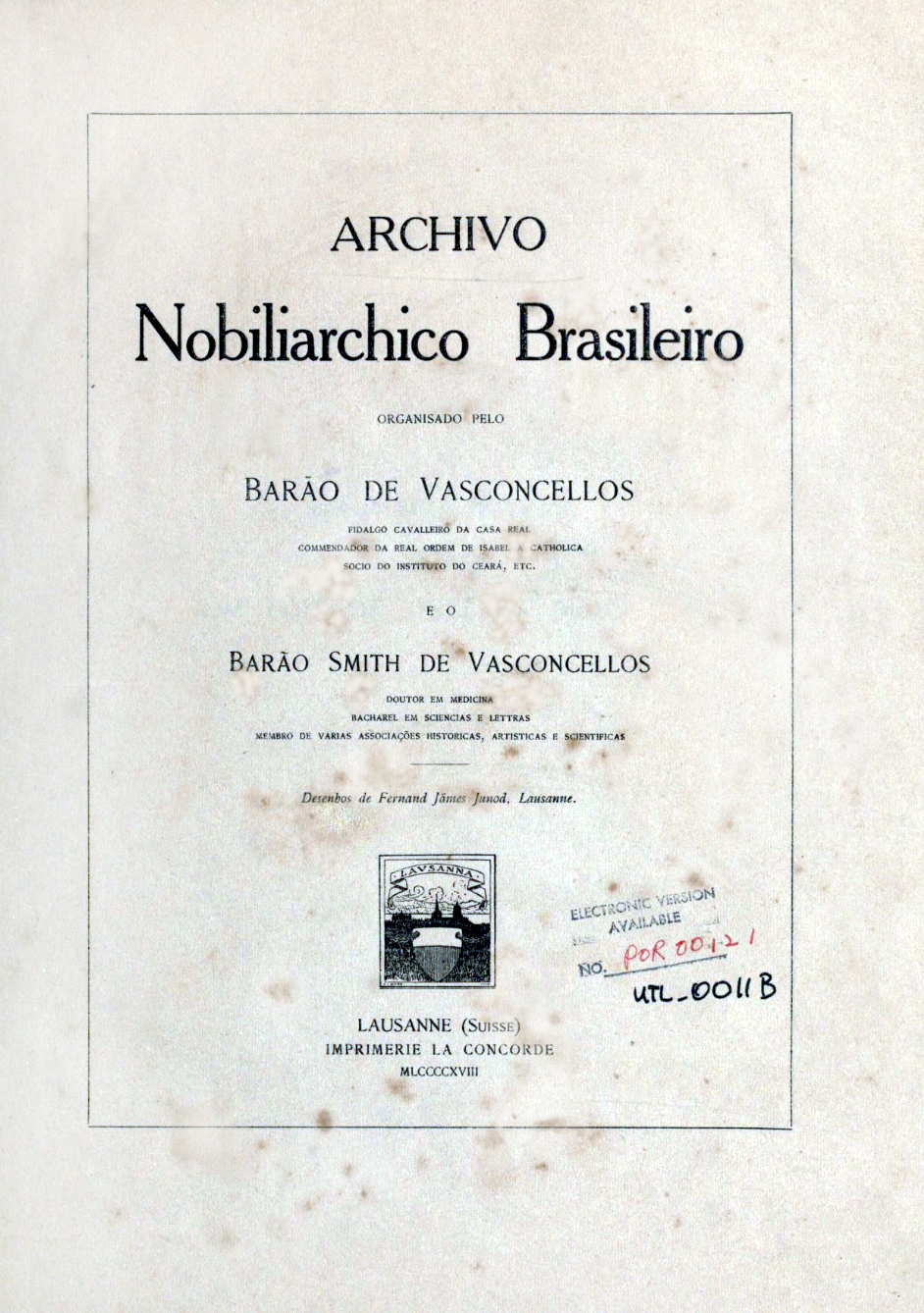
Capa do Arquivo Nobiliárquico Brasileiro, 1918

O estudo da heráldica brasileira vem desde o século XVII, primeiramente desenvolvido pela própria elite interessada em afirmar sua nobreza e geralmente subordinado a estudos genealógicos, com destaque para Pedro Taques, que recolheu muitos documentos nos arquivos lisboetas sobre brasões de antigas famílias paulistas, e depois foi assumido por diversos intelectuais e historiadores ligados aos vários institutos históricos e geográficos, que publicaram artigos sobre tópicos pontuais. Apesar da grande proliferação de nobres e de armaria durante o Império, pouco se conhece da heráldica nobiliárquica brasileira neste período. Diz a tradição que dos seis livros de armas mantidos pelo Cartório, cinco foram perdidos, restando o de número 2, que tem poucos registros, mas disse Paulo Braga de Meneses que há provas documentais de que os livros foram mais tarde recuperados, mas seu paradeiro permanece obscuro. De qualquer forma, uma quantidade significativa de material acabou sendo publicada em 1872 pelo Visconde de Sanches de Baena no "Apêndice" do seu Arquivo Heráldico-Genealógico, que traz os extratos de 121 diplomas de brasões concedidos a nobres e fidalgos, transmitidos ao autor pelo rei de armas Luís Aleixo Boulanger.
Não há notícia de nenhuma outra obra substancial sobre a heráldica brasileira publicada durante o Império. Em 1867 foi anunciada a iminente publicação de uma Nobiliarquia Brasileira, de Henrique Fleiuss, com uma seção para os brasões da nobreza e fidalguia do Império, mas a obra nunca veio à luz. Boulanger havia composto em 1870 um manuscrito iluminado, o Armorial Brasiliense, com 108 brasões, mas não o publicou. Um vasto material foi adquirido dos herdeiros de Boulanger pelo Instituto Histórico e Geográfico Brasileiro, mas esse material acabou sendo em grande parte disperso.

Brasão de Francisco do Amaral Gurgel, senhor do Engenho de Santo Antônio do Rio Branco em Santo Amaro da Bahia, concedido em 1769, ilustrado no Armorial Brasileiro de Egon Prates Pinto

Depois surgiriam alguns trabalhos de maior fôlego: Armorial da Igreja Maranhense (1917), do bispo D. Francisco de Paula e Silva; o Arquivo Nobiliárquico Brasileiro (1918), dos barões de Vasconcellos, uma continuação do trabalho de Baena, com um catálogo de 270 brasões, obra que no entanto tem vários erros; Brasões e bandeiras do Brasil (1933), de Clóvis Ribeiro, sobre heráldica cívica; o ricamente ilustrado Ordens honoríficas do Brasil (1934) de Luís Marques Poliano; a série Armorial Brasileiro (1936) de Egon Prates Pinto, sobre heráldica nobre e militar colonial, ilustrada por Luís Gomes Loureiro, também aproveitando material original de Boulanger; Nobiliário Sul-Riograndense (1937), de Mário Teixeira de Carvalho; o conjunto de artigos sobre heráldica luso-brasileira e imperial publicado pelo Anuário Genealógico Brasileiro (1939-1948), fundado por Salvador de Moyá; Heráldica municipal brasileira e paulistana (1936), de Afonso d'Escragnolle Taunay; a tese Influências napoleônicas nas insígnias das Ordens Honoríficas do Império do Brasil (1937), de Orlando Guerreiro de Castro; As armas nacionais e sua legitimidade heráldica (1940) e Brasões de titulares do Império: notas à margem do Arquivo Nobiliárquico Brasileiro (1945), de Roberto Thut; Achegas a um brasonário paulista (1947), de Roberto Thut e Carvalho Franco; A louça brasonada no Museu Histórico Nacional (1942) e Índice heráldico em relação a alguns nomes de famílias que passaram para o Brasil (1942), de Jenny Dreyfus; Sinetes - Achegas ao Armorial Brasileiro (1943), de José Heitgen, sobre os selos armoriados apostos em documentos diplomáticos; Armorial eclesiástico brasileiro (1948) do monsenhor Antônio Paes Cintra. Vários desses autores publicaram trabalhos generalistas sobre heráldica. Apesar desses estudos, em meados do século a literatura disponível ainda era considerada muito escassa, e o material existente estava disperso e pouco acessível.

Brasão do médico José Pereira Rego, Barão de Lavradio, que usa símbolos tradicionais e outros associados à sua profissão e a conquistas pessoais de ordem intelectual (globo, compasso, pena, livro)

São dignos de nota, na segunda metade do século, Projeto de uma ordenação para a heráldica de domínio (1950) e Brasonário Bahiano (1958) de Herman Neeser; os estudos promovidos pelo Colégio de Armas e Consulta Heráldica do Brasil (1955-1959), fundado por Gustavo Barroso, cujo rico arquivo pessoal permanece inacessível; Les armoiries ecclésiastiques au Brézil (1963), de Luis Gardel, um alentado estudo sobre a heráldica eclesiástica cobrindo todo o período colonial, imperial e republicano até a data da publicação, de grande valor documental, mas ele não era um especialista e se concentra na catalogação dos emblemas sem discorrer muito sobre seus conceitos, e suas descrições técnicas são pobres; Estudo da nobreza brasileira (1966-2003), em sete volumes, de Rui Vieira da Cunha, com destaque para o volume II (1969), dedicado aos fidalgos armígeros; A armaria hipocrática do Império do Brasil (1978), de Paulo Braga de Meneses e Roberval Bezerra de Meneses, estudando os brasões de quatorze médicos que receberam títulos de nobreza. Paulo Braga de Meneses publicou O Rei de Armas no Brasil e chegou a começar um Armorial do Império do Brasil, com o plano de publicar a impressionante coleção de cerca de 600 brasões imperiais inéditos recolhidos de várias fontes, mas faleceu antes de terminar o trabalho e seus originais e arquivos desapareceram. Até 2014, de acordo com o levantamento de Renato Gomes, a última obra importante a ser publicada no Brasil foi Títulos e brasões: sinais da nobreza (1996), de Vera Bottrel Tostes, sobre heráldica imperial.

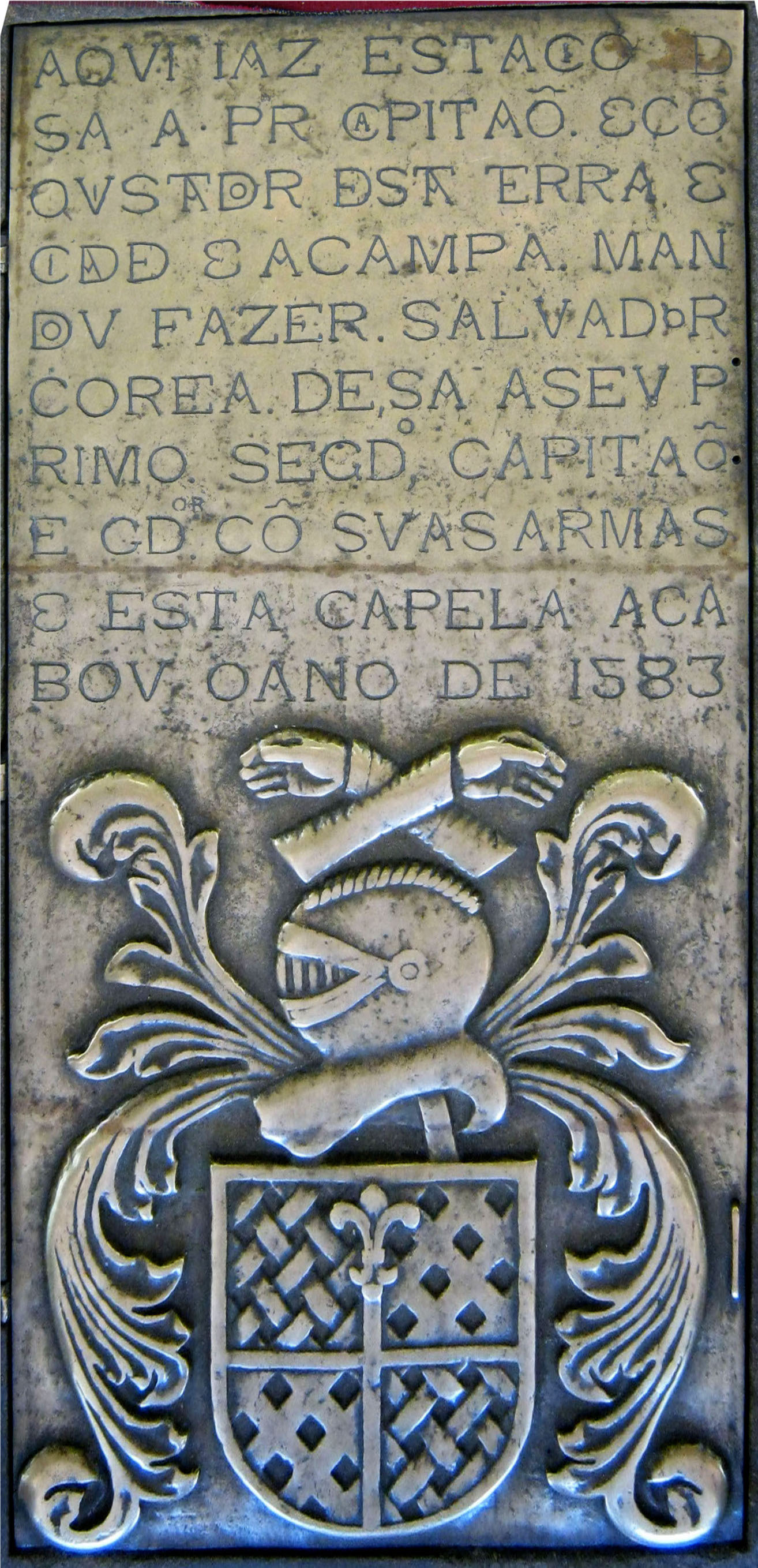
Lápide de Estácio de Sá com seu brasão, 1583.

Nas universidades o estudo nunca ganhou impulso e permanece um tópico de interesse apenas marginal, e a bibliografia de vulto disponível continua escassa. Os muitos artigos avulsos publicados em revistas, anuários ou boletins de instituições culturais, históricas e genealógicas espalhadas pelo Brasil nunca foram compilados numa bibliografia sistemática e permanecem pouco acessíveis. Também é pobre o conhecimento sobre os primitivos brasões das cidades fundadas a partir do século XVIII. Da mesma maneira, são muito pouco estudadas as marcas de gado nordestinas, embora alguns estudos substanciais já tenham sido feitos por Gustavo Barroso, Virgílio Maia e Ariano Suassuna. Documentos mantidos em acervos de famílias e outros arquivos, testemunhos gravados em lápides, monumentos, portais, louças, mobília, pinturas e objetos de uso pessoal como anéis e espadas, completam o acervo da heráldica nacional até o fim do Império, mas a maior parte desse material ainda não foi estudada e está dispersa. Para Edison Mueller, "a heráldica infelizmente ainda desperta pouco interesse. É considerada apenas uma 'ciência auxiliar da História', definição essa que, entretanto, está muito aquém do seu verdadeiro e legítimo significado".
A heráldica é um elemento importante para um melhor conhecimento da história nacional e dos costumes, simbologias e ideologias cultivados no país e que deram origem à sociedade atual, e tem relevantes implicações para a museologia, a iconografia, a historiografia e outros campos de pesquisa. A identificação de um brasão pode ser um fator decisivo para localizar um objeto no espaço e no tempo e contextualizá-lo cultural e socialmente. Segundo Costa, França & Andrade, 
"Nos últimos anos ocorreu um afastamento considerável dos estudos museológicos sobre o tema dos brasões e sua simbologia e das normas da linguagem heráldica. Ignorar esta linguagem, contudo, não é o caminho que deve ser trilhado pelos profissionais da museologia. [...] A heráldica ultrapassou os limites da sociedade feudal e, diríamos, foi fundamental para a consolidação dos Estados modernos. [...] Instrumento de investigação, a heráldica é o elemento que auxilia a construção narrativa de muitos conhecimentos, como a história, a sociologia, a arte, a literatura, e sua análise, defendemos, deve ser interposta à semiótica. Entendemos que através dos métodos museográficos e museológicos, as diferentes visões dos diversos campos do conhecimento devem ser correlacionadas e, assim, pode-se construir narrativas plurais sobre um mesmo signo cultural, ou seja, problematizar suas referências simbólicas, os silenciamentos e a construção social daquele bem cultural".

## Cultura popular

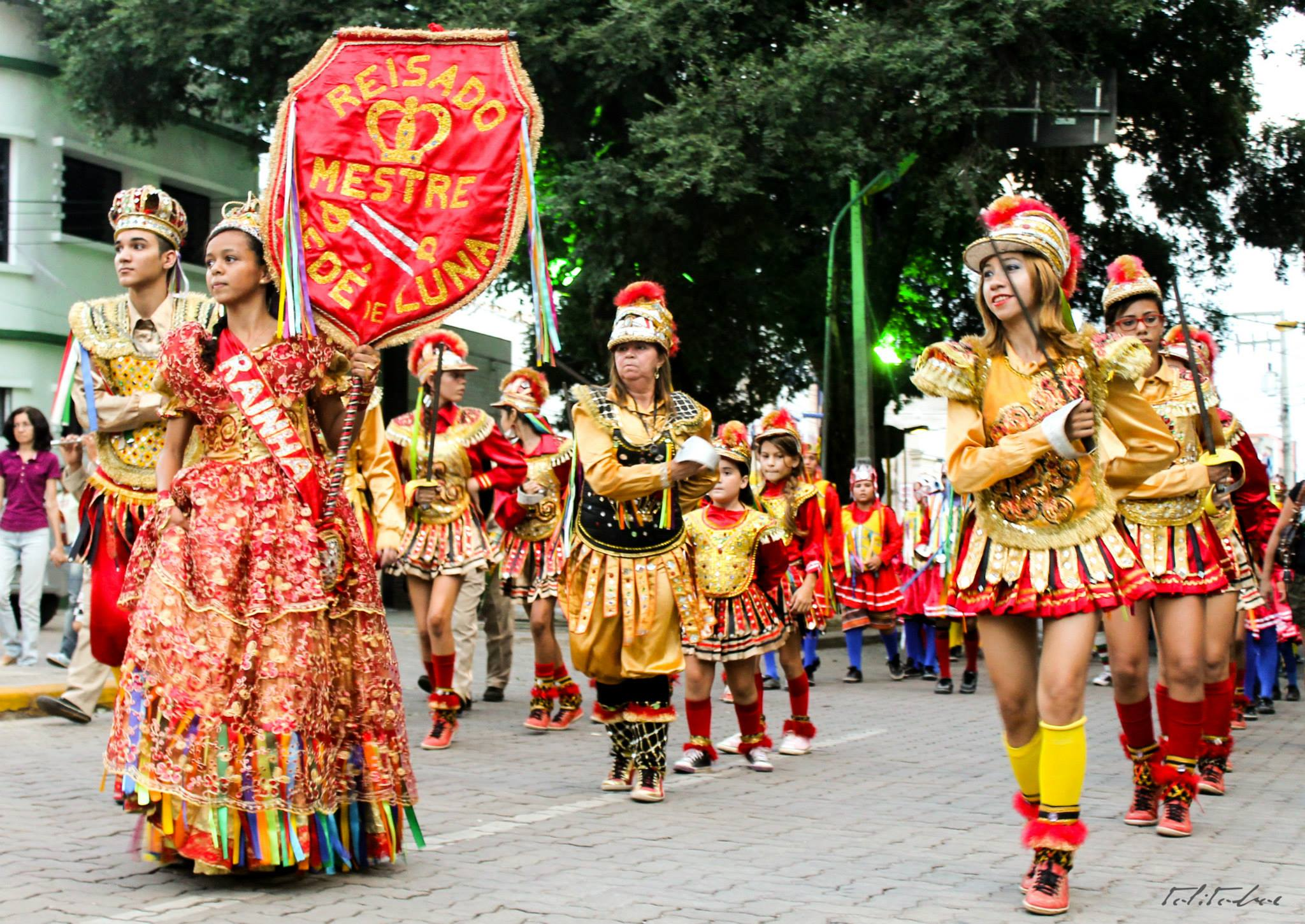
O grupo de reisado do Mestre Dedé de Luna, do Crato, levando à frente o seu brasão

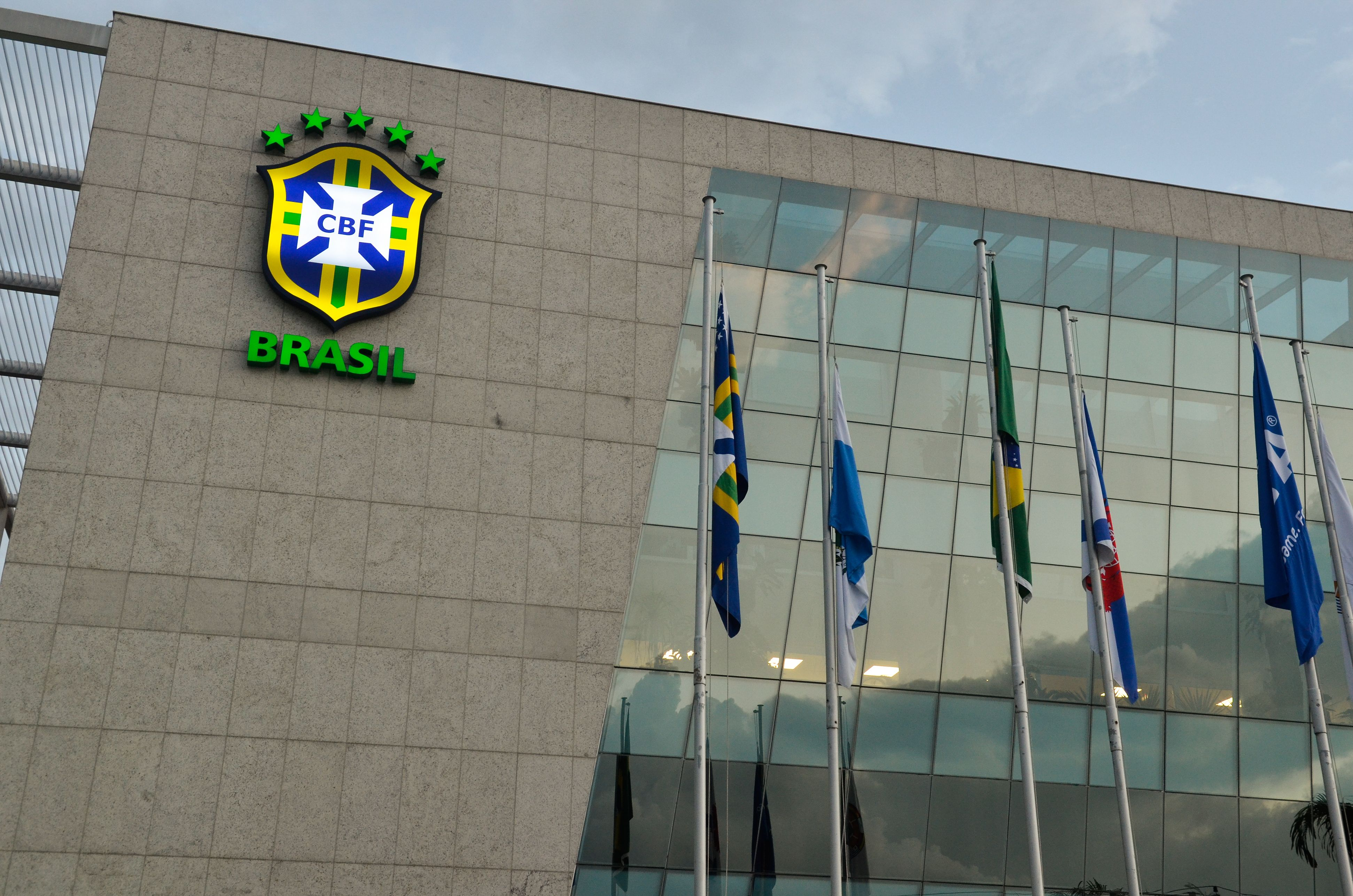
Sede da Confederação Brasileira de Futebol com seu escudo na fachada

Bandeiras e brasões são presenças constantes em muitas festas religiosas tradicionais espalhadas por todo Brasil, algumas de grande antiguidade, como as folias de Reis, festas do Divino e congados, além de se fazerem presentes na literatura. De uma forma ou outra a heráldica penetrou profundamente na cultura popular brasileira, sendo parte da identidade visual de famílias, empresas, colégios, times de futebol, escolas de samba, blocos carnavalescos e uma série de outros organismos, associações e entidades civis, políticas, militares e religiosas, e tem servido para diferentes objetivos, como perpetuar memórias familiares, fortalecer a identidade e união de grupos, legitimar pretensões de prestígio social, atrair determinados setores do público consumidor de uma série de produtos, fortalecer ideologias políticas, inspirar produções no artesanato, nas artes visuais, na TV e no cinema, e outros.
Nas décadas recentes o interesse por brasões familiares se expandiu muito, seja através do resgate de armas antigas seja através da criação espontânea de novas, um interesse geralmente paralelo à pesquisa genealógica. Não havendo um órgão oficial disciplinador do campo, qualquer pessoa pode assumir armas novas ao seu critério. Contudo, assim como ocorre em outras partes do mundo, as famílias brasileiras frequentemente são enganadas por empresas comerciais que prometem descobrir os antigos brasões familiares mas entregam brasões que pertencem a famílias de mesmo sobrenome mas que não têm parentesco nenhum com os seus clientes.

### Marcas de gado
Uma tradição simbólica popular que se desenvolveu no Nordeste desde o período colonial, identificada como uma "heráldica sertaneja" por estudiosos do folclore, são os sinais para marcar gado, com características e funções similares às marcas de casa europeias, sinais exclusivos de cada família transmitidos por gerações, com funções identitárias, memorialistas e sociais, simbologias específicas e modos de diferenciação individual e geracional comparáveis ao sistema da heráldica convencional, uma tradição muito antiga e que ainda sobrevive na atualidade mas está caindo em desuso. As marcas podem representar letras ou monogramas dos nomes dos proprietários, números, formas simbólicas ou abstratas, e algumas são reminiscentes de símbolos astrológicos ou alquímicos, devido à grande difusão de obras como o Lunário Perpétuo e o Livro de São Cipriano. Algumas têm significativa beleza plástica. Gustavo Barroso já apontava em 1912 para o seu valor estético como o "desenho mais original e mais digno de estudo", não somente por suas "denominações interessantes", mas também "pela importância que assume na vida dos sertões".

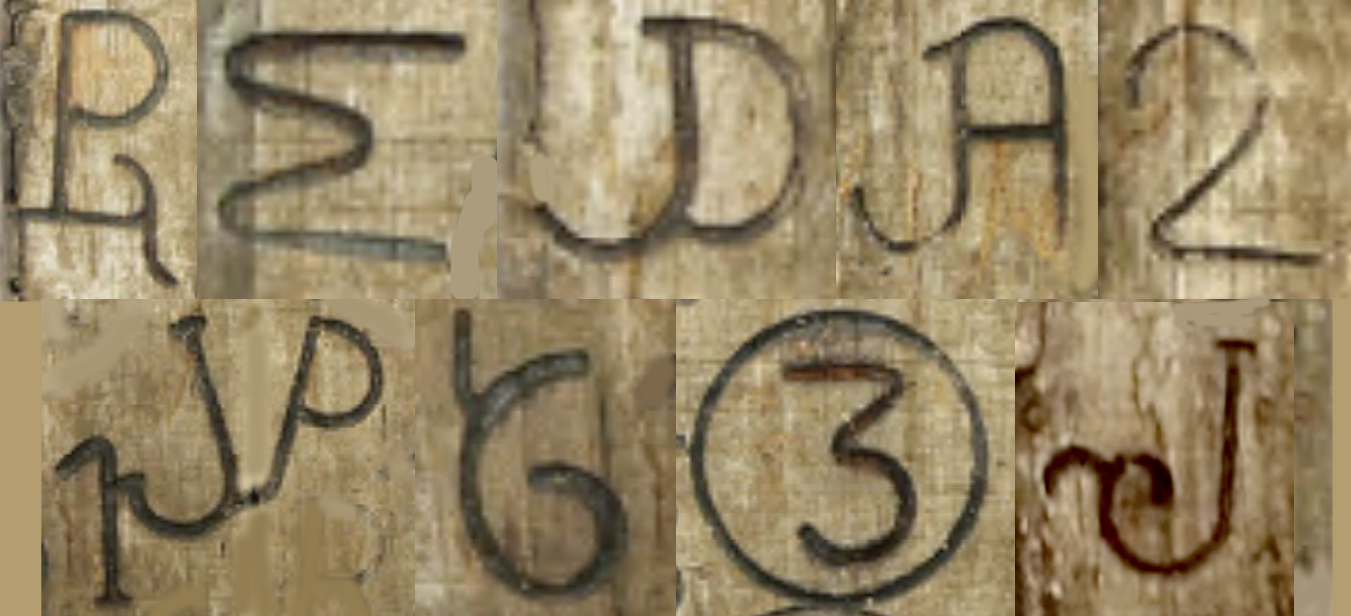
Marcas de gado nordestinas

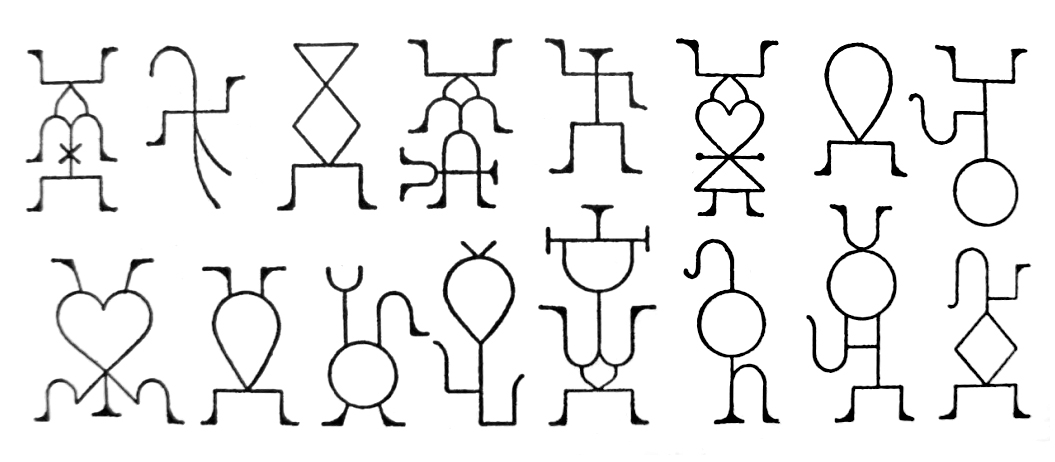
Marcas kadiweu

Arnoni & Barreto apresentaram a hipótese de que a tradição das marcas possa ter sido trazida por um grupo de colonizadores portugueses que se fixou no Seridó, oriundos da região de Póvoa de Varzim, onde existe uma tradição gráfica similar na forma das siglas poveiras. As marcas são uma parte integral da cultura criada em torno do gado, uma das principais atividades econômicas do Nordeste e um aspecto determinante na identidade regional, sendo gravadas também em objetos do cotidiano, mobília, marcos territoriais e entradas de casas. Em muitos casos foram usadas como assinatura por quem não sabia escrever, e foram absorvidas pelas artes plásticas e pelas ilustrações de literatura de cordel. Por influência do colonizador, os indígenas kadiweu também desenvolveram um conjunto de marcas similares, usando-as para marcar animais e objetos.
As marcas não eram muito necessárias para pequenos criadores, que facilmente controlavam suas poucas reses, mas faziam mais sentido para marcar rebanhos grandes, que antigamente eram deixados a viver livres fora de cercados e se misturavam a rebanhos de outros proprietários. Por isso as marcas vieram a adquirir um papel de distinção social, sinalizando a posse de riqueza e a inclusão na "nobreza sertaneja". Segundo Daniella Paes, "entre os símbolos que surgiram com os valores agregados às marcas de ferrar, estão ainda aqueles relacionados à fidalguia e aos brios do homem sertanejo, que por sua vez encontram-se intimamente entrelaçados ao poder econômico de indivíduos e famílias que, ao utilizarem esse tipo de marcação, transformam-na em um valor simbólico. [...] A permanência do uso dessas marcas confirma sua importância, transformando-as em símbolos de altivez e prestígio". Devido ao seu valor estético e simbólico como uma "heráldica sertaneja", os ferros de marcar foram destacados por Ariano Suassuna como uma importante referência para os artistas do Movimento Armorial.

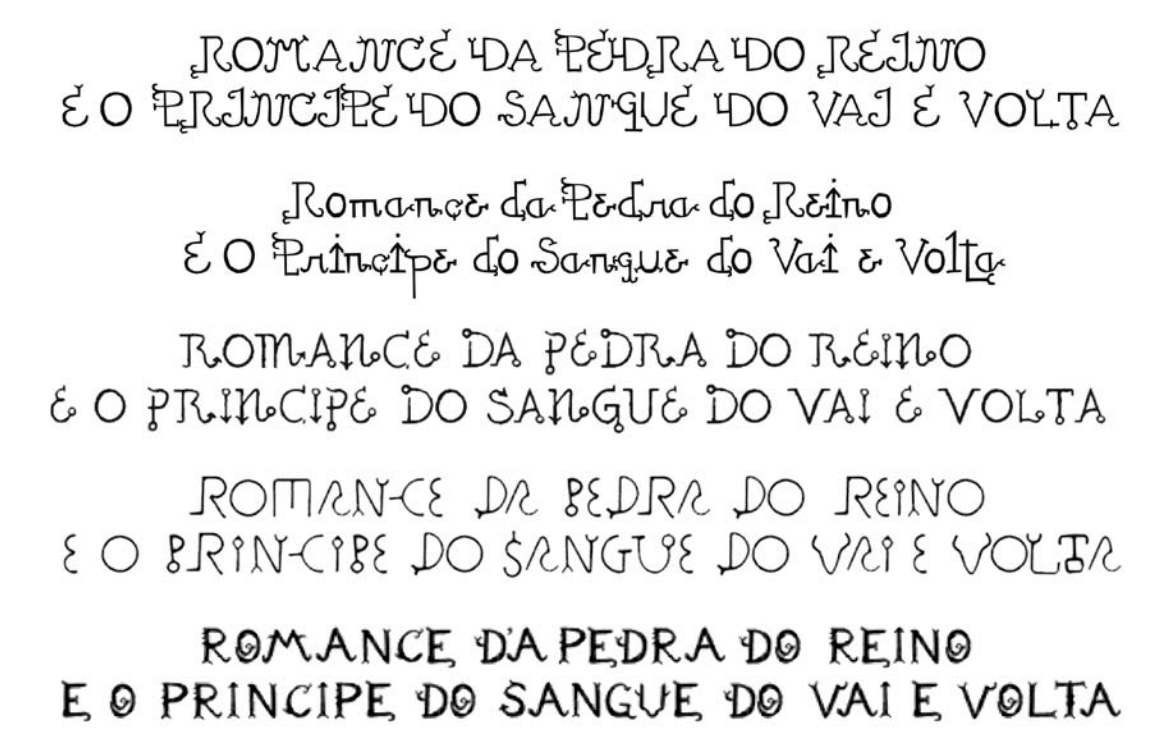
Texto escrito com diversas fontes tipográficas criadas a partir do desenho de ferros nordestinos de marcar gado

Suassuna deu grande atenção ao tema dos ferros em seus escritos, e publicou em 1974 o livro Ferros do Cariri – Uma Heráldica Sertaneja, onde também apresentou um alfabeto criado a partir dessas marcas. Anos depois, por encomenda da prefeitura do Recife, a partir do alfabeto de Suassuna os designers gráficos Ricardo Gouveia de Melo, Giovana Caldas e Klesley Bastos desenvolveram uma fonte tipográfica digital, a Tipografia Armorial, que foi usada em vários projetos gráficos, como calendários, folhetos, convites, capas de livros e no material visual da minissérie A Pedra do Reino da Rede Globo. Outra família tipográfica baseada nos ferros foi desenvolvida pela fundição Tipos do Acaso, fruto de uma parceria entre o Sebrae e a Agência de Desenvolvimento de Pernambuco, com distribuição nacional. O poeta e escritor Virgílio Maia, diretor do Colégio Nordestino de Heráldica Sertaneja de Fortaleza, desenvolveu outro alfabeto a partir das marcas do Ceará. O Departamento de Comunicação Social da Universidade Católica de Pernambuco, comemorando os cinquenta anos da obra de Euclides da Cunha, também desenvolveu uma fonte tipográfica a partir das marcas, denominada Sertões. Segundo Francisco Beltrão do Valle, referindo-se ao impacto do alfabeto sertanejo de Suassuna e "às propostas de fontes tipográficas desenvolvidas a partir da concepção do escritor, causa admiração a quantidade expressiva de projetos encontrados que fazem uso destas criações".

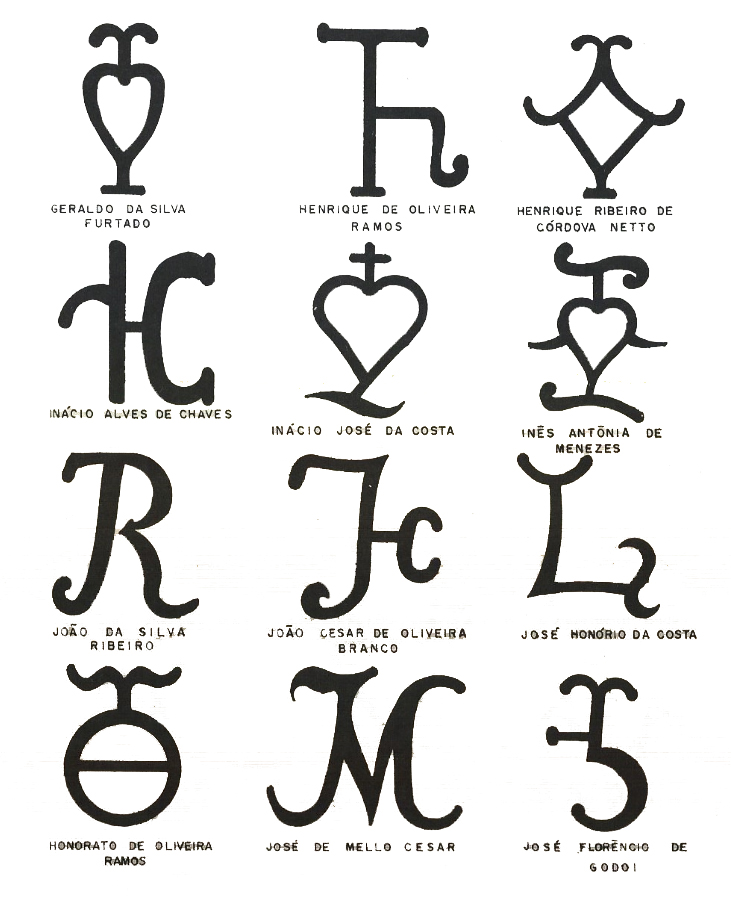
Marcas de gado usadas em Lajes, Santa Catarina, no século XIX

Na opinião de Valdênio Meneses, embora a literatura sobre as marcas de gado não seja grande, a própria existência dessa literatura, geralmente enaltecendo a fazenda como um lugar de memória de uma alegada "cultura popular", pode ser interpretada como uma resposta à crise de identidade e ao declínio da economia pecuarista tradicional no Nordeste, em face às crescentes críticas à elite fazendeira feitas por movimentos sociais reformistas, que a consideram "representantes por excelência das oligarquias e do latifúndio. Uma classe social que se beneficia dos problemas da miséria e das secas". Vários desses autores são descendentes ou estão ligados de alguma forma às famílias tradicionais, e seu trabalho em torno dos ferros busca consagrar a história de sobrenomes e das grandes fazendas, deslocando o significado original da fazenda como um lugar de domínio do senhor sobre o trabalhador e um símbolo de supremacia social, para legitimá-la como patrimônio cultural popular e universal. "Os casos dos ferros de família aqui analisados nos provocam a pensar como a memória desses lugares simbólicos de memória nas fazendas indica uma luta de um grupo diante de um sentimento de perda de um passado ameaçado de ser diluído ou soterrado em mudanças sociais".

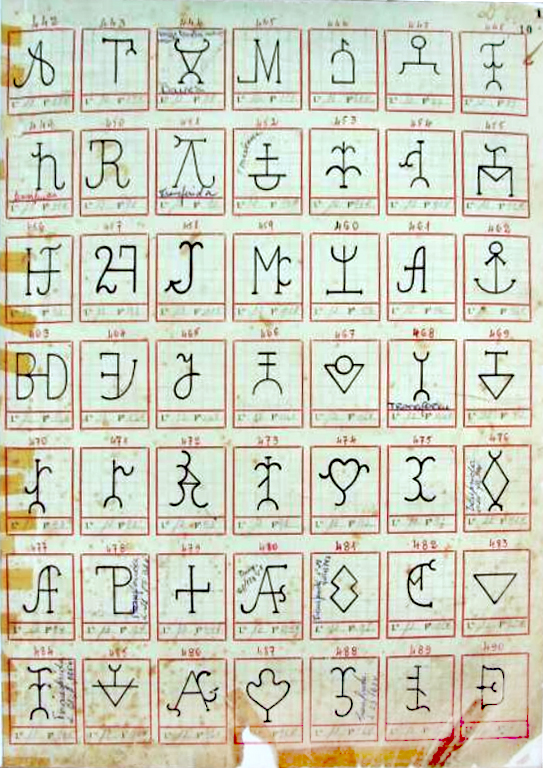
Página do livro municipal de registro de marcas de gado de Santa Vitória do Palmar, Rio Grande do Sul, início do século XX

Apesar dos estudos feitos sobre o tema se concentrarem na tradição nordestina, as marcas foram e são usadas em outras regiões onde a pecuária floresceu, como Santa Catarina e Rio Grande do Sul, onde desenvolveu-se tradição em tudo similar à do Nordeste. Em Viamão, no Rio Grande do Sul, o Código de Posturas tornava obrigatória a marcação do gado, e em 1767 iniciou o livro de registro das marcas. Nesta época as marcas eram muito grandes, podendo chegar a 25 cm, para serem vistas facilmente à distância. Em Lages, Santa Catarina, a Intendência aprovou em 1890 a obrigatoriedade da marcação e iniciou o registro. Rafael Arnoni estudou as marcas do Rio Grande e disse que elas são um auxiliar valioso para a compreensão "da importância da pecuária na região e da relevância que as marcas de gado possuem como referentes associados à cultura e ao modo de vida do campo, bem como seu papel na afirmação ou construção de identidades individuais ou de grupos".
Em 1910 o governo federal criou por decreto o Registro e Arquivo Geral de Marcas de Gado para padronizar a prática nacionalmente e evitar repetições de símbolos. Outras leis foram criadas até a década de 1960, mas a padronização não foi bem aceita pelos pecuaristas e as leis nunca tiveram grande efeito prático, embora um registro oficial das marcas junto às prefeituras permaneça em uso em muitos locais até a contemporaneidade, como forma de documentar a identidade do proprietário e legitimar a posse do gado marcado.

### Movimento Armorial
Ariano Suassuna foi o fundador do Movimento Armorial, que teve um significativo impacto na cultura brasileira, recuperando medievalismos na sua tentativa de legitimação da cultura popular nordestina, com uma forte ênfase na heráldica, visível mesmo em sua denominação "Armorial". No manifesto do movimento publicado em 1974 ele disse: "O Movimento Armorial pretende realizar uma arte brasileira erudita a partir das raízes populares da nossa cultura. Por isso, algumas pessoas estranham, às vezes, que tenhamos adotado o nome 'armorial' para denominá-lo. Acontece que, sendo 'armorial' o conjunto de insígnias, brasões, estandartes e bandeiras de um povo, no Brasil a heráldica é uma arte muito mais popular do que qualquer outra coisa. Assim, o nome que adotamos significava, muito bem, que nós desejávamos ligar-nos a essas heráldicas raízes da cultura popular brasileira".
Para Albuquerque Junior`, "o sertão surge, em sua obra, como este espaço ainda sagrado, místico, que lembra a sociedade de corte e cavalaria. Sertão dos profetas, dos peregrinos, dos cavaleiros andantes, defensores da honra das donzelas, dos duelos mortais. Sertão das bandeiras, das insígnias e dos brasões, das lanças e mastros, das armaduras pobres de couro". Para Natallye Oliveira, "a figura do cavaleiro e sua armadura, consiste na maior aproximação dos elementos humanos de Suassuna com a heráldica, ou seja, o sertão do brasão. [...] O cavaleiro é o grande herói da obra suassuniana, e pode ser incorporado por vários outro tipos sertanejos como os vaqueiros e os cangaceiros".

## Heráldica e política

### O Império na República

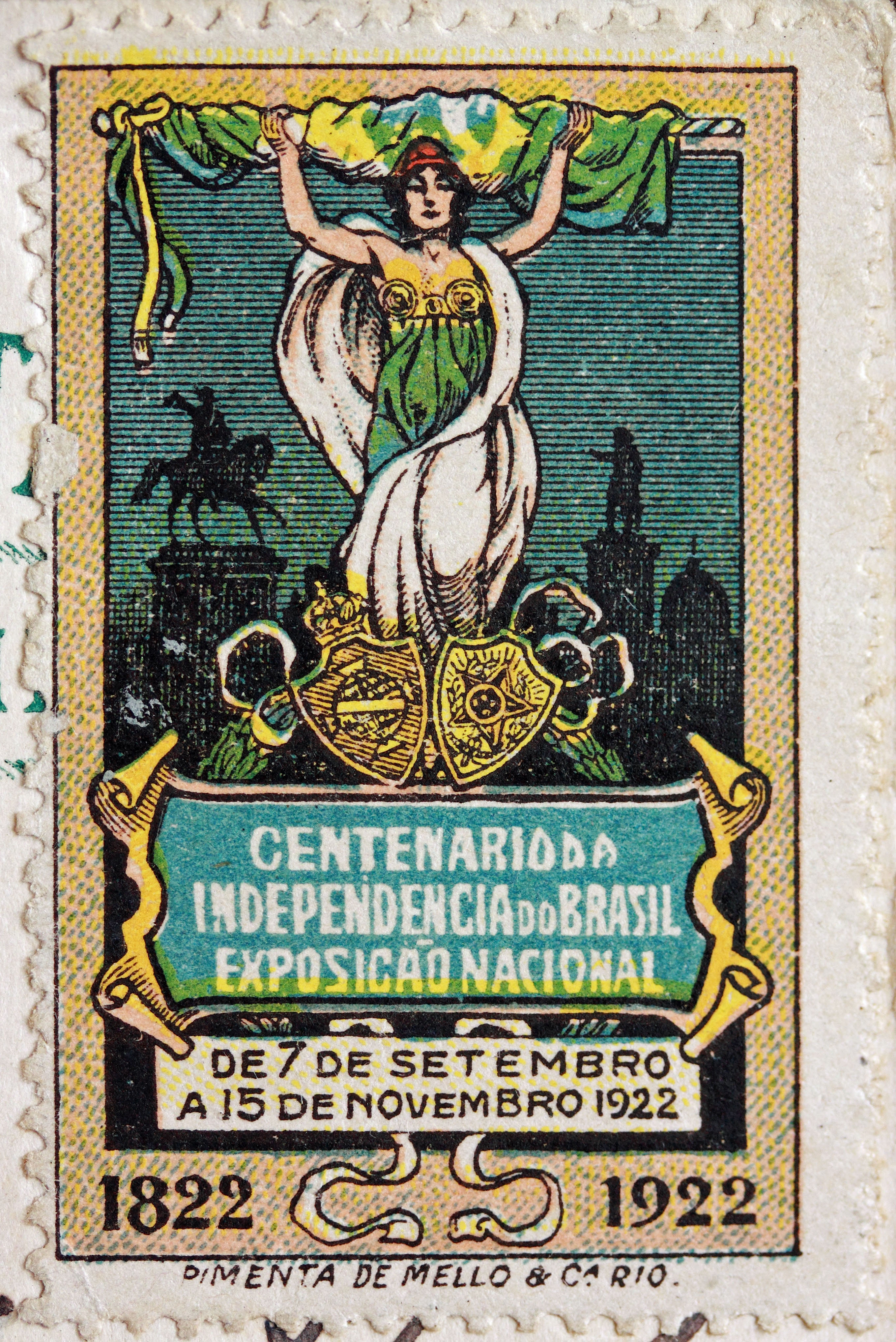
Selo comemorativo do Centenário da Independência, com os brasões do Império e da República

Desde o início da República a heráldica se tornou um componente ativo na simbologia e ritualística de diversos movimentos políticos brasileiros alinhados ao conservadorismo ou à extrema direita, alguns deles associados a movimentos monárquicos, ou a movimentos neomedievalistas, ou a movimentos religiosos, ou em  misturas variáveis de mais de uma vertente.
Em 1920 a lei do banimento da família imperial foi revogada, possibilitando que os restos mortais de D. Pedro II fossem repatriados em 1921 e sepultados na Catedral do Rio, o que desencadeou grande comoção popular e, segundo Roderick Barman, marcou a reconciliação do país com o passado monárquico. Por ocasião das comemorações do Centenário da Independência em 1922, foi fundado o Museu Histórico Nacional, que foi incumbido da responsabilidade de preservar os momentos mais importantes da história do Brasil. Na exposição de abertura, organizada por Gustavo Barroso, as prioridades foram a heráldica e a numismática, que ganharam amplo espaço expositivo, idealizando e enaltecendo o passado monárquico. No dizer de Júlia Costa, o evento serviu para "consolidar definitivamente a memória imperial na mentalidade brasileira".

Assembleia na sede paulista da TFP, presidida por Plinio Corrêa de Oliveira

Em 1928 surgia o movimento monárquico patrianovista, ativo até fins da década de 1930, com uma pauta fortemente reacionária e beligerante, assumidamente de "extrema direita radical e violenta", conforme é dito em seu manifesto publicado por Arlindo Veiga dos Santos, e fazendo extenso uso da simbologia imperial. A partir de 1960 destacou-se por muitos anos a organização Tradição, Família e Propriedade (TFP), fundada por Plinio Corrêa de Oliveira como um movimento profético, escatológico, reacionário, monárquico e medievalista, altamente ritualizado, onde a heráldica ocupou lugar de destaque. Durante a ditadura militar teve uma grande expansão e ganhou significativo prestígio por suas obras assistencialistas. Membros da família imperial, Dom Luiz Gastão de Orléans e Bragança e seu irmão Dom Bertrand de Orléans e Bragança, aderiram ao movimento. Muito militante, segundo o Memorial da Democracia "seus membros desfilavam pelas ruas levando grandes estandartes vermelhos, com símbolos e brasões medievais. Seriam comuns os confrontos entre simpatizantes da esquerda e a sua brigada, que tinha ordens para atacar, jamais recuar". Depois da morte de Oliveira em 1995, a entidade perdeu muita força. Depois o monarquismo permaneceu parte da agenda de diferentes grupos, instituições privadas e movimentos políticos, como o Instituto Brasil Imperial, o Círculo Monárquico Brasileiro, a Causa Imperial e outros.

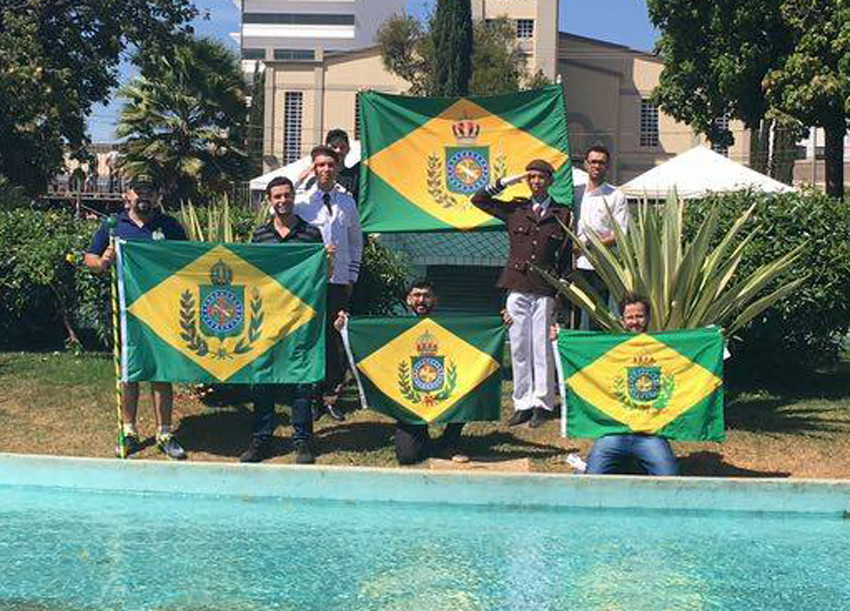
Manifestação com a bandeira imperial em Anápolis em 2017 na comemoração do Dia da Independência

A propaganda monarquista havia sido proibida por todas as constituições republicanas até a de 1988, quando a Cláusula Pétrea que garantia o republicanismo foi removida através da pressão de grupos monarquistas. Na década de 1990 os monarquistas exerceram pressão suficiente para determinar a organização um plebiscito nacional, realizado em 21 de abril de 1993, para decidir se a monarquia voltaria. Não voltou, mas a proposta recebeu o apoio de 10,25% dos votantes. O monarquismo não tem um espaço muito grande na sociedade brasileira contemporânea, mas não está inerte e desde 2013 tem mostrado crescimento. A bandeira imperial tem aparecido em várias manifestações de rua. Para Marcos Quadros, os grupos monarquistas têm em comum a oposição às esquerdas e a defesa de valores cristãos, mas os "argumentos dos monarquistas de hoje assemelham-se às linhas gerais de um discurso conservador mais vasto que ganha novo fôlego atualmente no país, pode-se citar como exemplos o ativismo da chamada bancada evangélica, além de grupos e formadores de opinião liberal-conservadores que ganham espaços na opinião pública".
Não é apenas entre os grupos ativos politicamente que a mística da monarquia e da heráldica se faz presente. Em muitas expressões populares, como a Festa do Divino, os reisados, cultos africanos, emblemas e brasões e figuras régias ocupam importante lugar, com toda uma simbologia particular. Segundo Reinaldo Soares, "no campo religioso, os símbolos monárquicos estão presentes até os dias de hoje, constituindo um aspecto relevante do ethos do povo-de-santo. [...] No cotidiano, ou durante a realização das festas, os símbolos da realeza ganham evidência. Há, no terreiro, um trono e flâmula com brasão real, além disso o rei do candomblé (o babalorixá da casa) usa uma coroa e vestes reais".

### A Idade Média na contemporaneidade

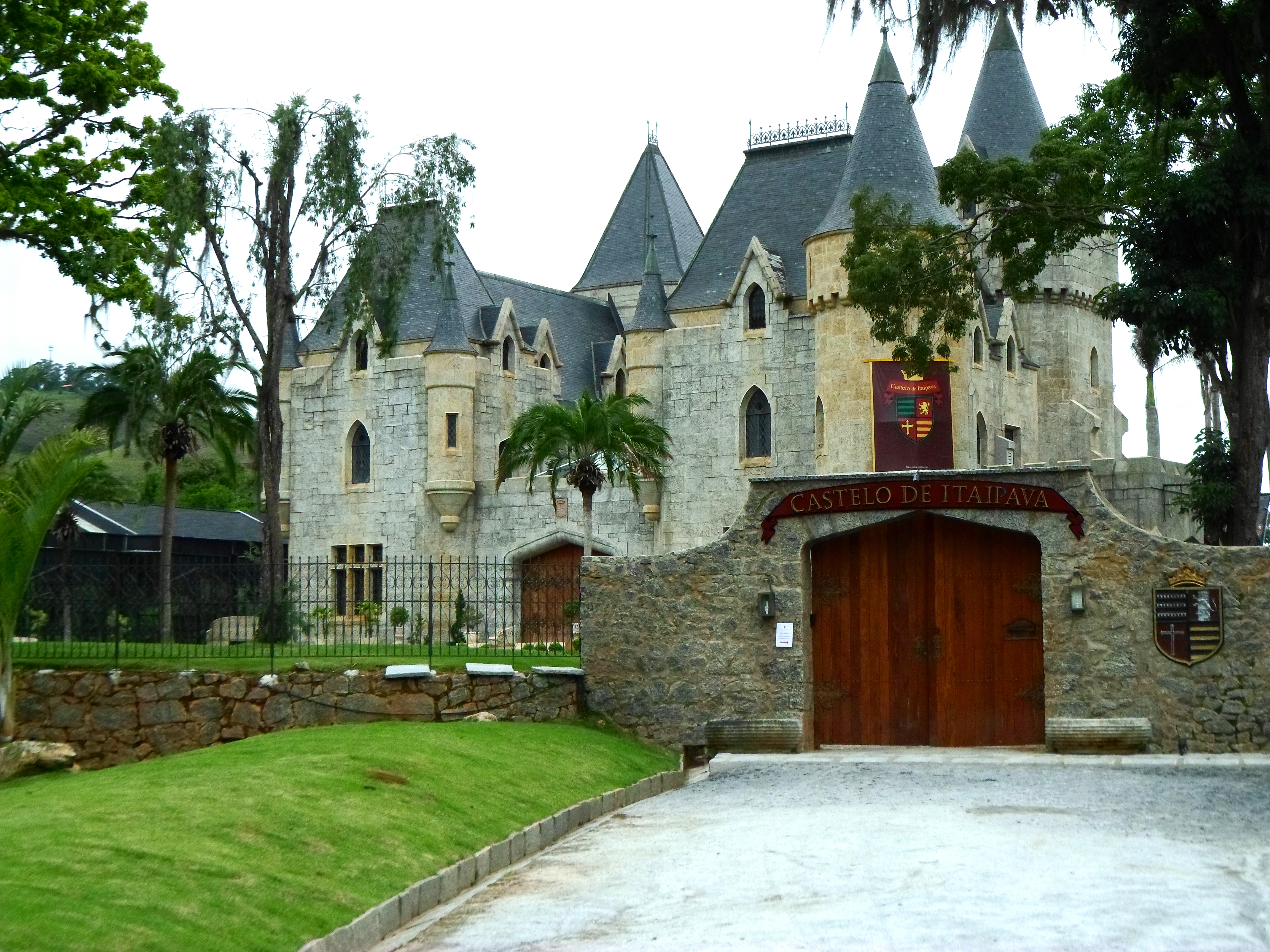
O Castelo de Itaipava, construído na década de 1920 para Jaime Smith de Vasconcelos, com exposição de heráldica na fachada

O neomedievalismo encontrou vias de disseminação no Brasil desde o período romântico, no fim do Império, influenciado pela ressurgência do interesse pelas antiguidades, pelo estilo Gótico e pelos folclores nacionais na Europa. No Brasil a Idade Média foi reinterpretada de forma idealizada e pitoresca em folhetins e romances e expressa visivelmente na arquitetura neogótica, que se manteve popular até meados do século XX. A partir da década de 1930 o medievalismo recebeu novo impulso através da divulgação de filmes norte-americanos sobre cavaleiros da Távola Redonda, Robin Hood e outros personagens, em cujos cenários não faltavam castelos e as panóplias heráldicas, muitas vezes fazendo uma apologia mais ou menos velada aos valores conservadores, à nobreza e a mitos racistas, que andavam passo a passo com as ideologias da elite branca dominante.
Seguindo-se à morte do fundador da TFP, uma disputa sucessória resultou numa cisão e desencadeou uma batalha judicial. A ala dissidente liderada por João Scognamiglio Clá Dias foi a grande vencedora da disputa, ficando com as propriedades e o direito do uso do nome e do brasão, mas Clá Dias pouco depois direcionou seus esforços para a fundação da associação religiosa Arautos do Evangelho, conservadora e medievalista, que já se espalhou para mais de 70 países, se inspira nas antigas ordens militares de cavalaria e tem no apelo estético — templos neogóticos ricamente decorados,  hábitos vistosos, onde se destaca o símbolo dos Arautos, uma grande cruz da Ordem de Santiago — um instrumento de evangelização e de atração de novos fiéis. O grupo dos fundadores da TFP permaneceu no controle somente do jornal Catolicismo, que segundo Antonio Christo Junior continua apelando ao medievalismo e à mística dos brasões para atrair simpatizantes.

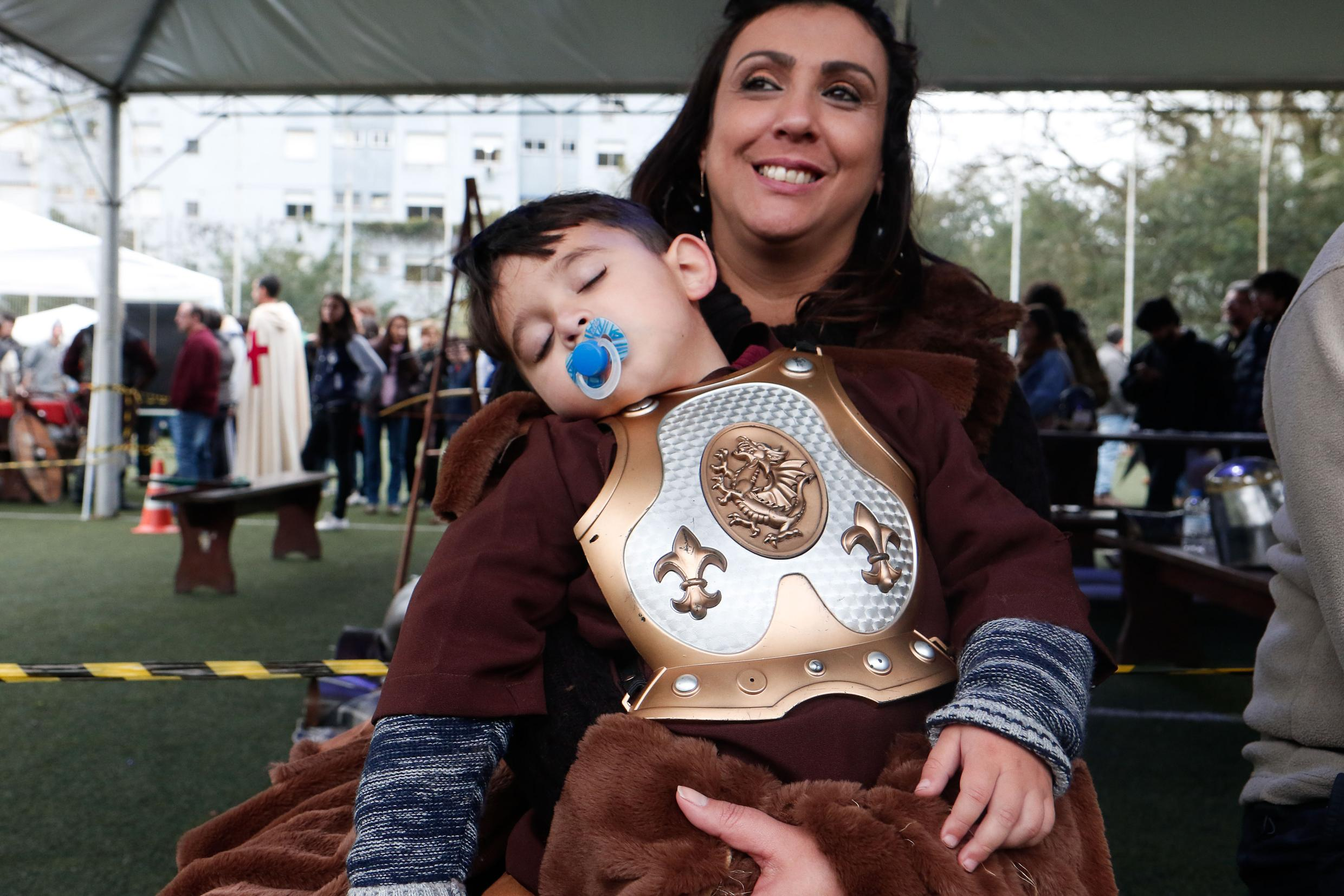
Um menino fantasiado com uma armadura ornada de figuras heráldicas, na Feira Medieval do Sesc de Porto Alegre de 2018

O amor ao medieval recentemente vem ganhando um novo apelo, o que acrescenta popularidade aos brasões, um movimento impulsionado por literatura, videogames e filmes de grande sucesso como O Senhor dos Anéis e Game of Thrones, onde a heráldica ocupa um papel de relevo na ambientação da narrativa, na criação de uma atmosfera arcaizante e na localização social dos personagens, com importante impacto na cultura de massa e no consumo. Esse movimento impulsiona hoje todo um grande mercado produtor de novos bens de consumo, envolvendo bebidas, alimentos, roupas, armas e equipamentos esportivos, louças, decoração, música, obras de arte, organização de eventos, etc. Feiras neomedievais já acontecem em muitos pontos do país, em centros culturais, parques públicos e outros espaços, algumas delas eventos de grande porte, cujos visitantes se entretêm com combates simulados de cavaleiros, cosplay, apresentações teatrais e musicais e compram produtos relacionados. Nesses eventos a heráldica é sempre parte essencial, seja através da ornamentação do ambiente e dos cavaleiros, seja da comercialização de artigos brasonados, seja de oficinas para confecção de brasões.
Mônica Ferrari Nunes, que estudou os participantes das feiras contemporâneas, disse que são recorrentes uma ideia de resgate de valores idealizados de honra, simplicidade e mérito pessoal e a busca por encontrar uma comunidade de pertencimento, criando-se uma narrativa utópica de um medievo possível no presente, que é mediada pelo tratamento superficial do assunto pelos meios de comunicação de massa e está distante da realidade histórica. Escolas de combate medieval se espalham pelo país e já existem a Associação Brasileira de Artes Marciais Históricas Europeias e a Federação Brasileira de Combate Medieval, promovendo cursos e eventos que contemplam lutas com espadas, lanças, machados, clavas, martelos, arco e flecha e outras modalidades antigas, em que os símbolos heráldicos são constantes.

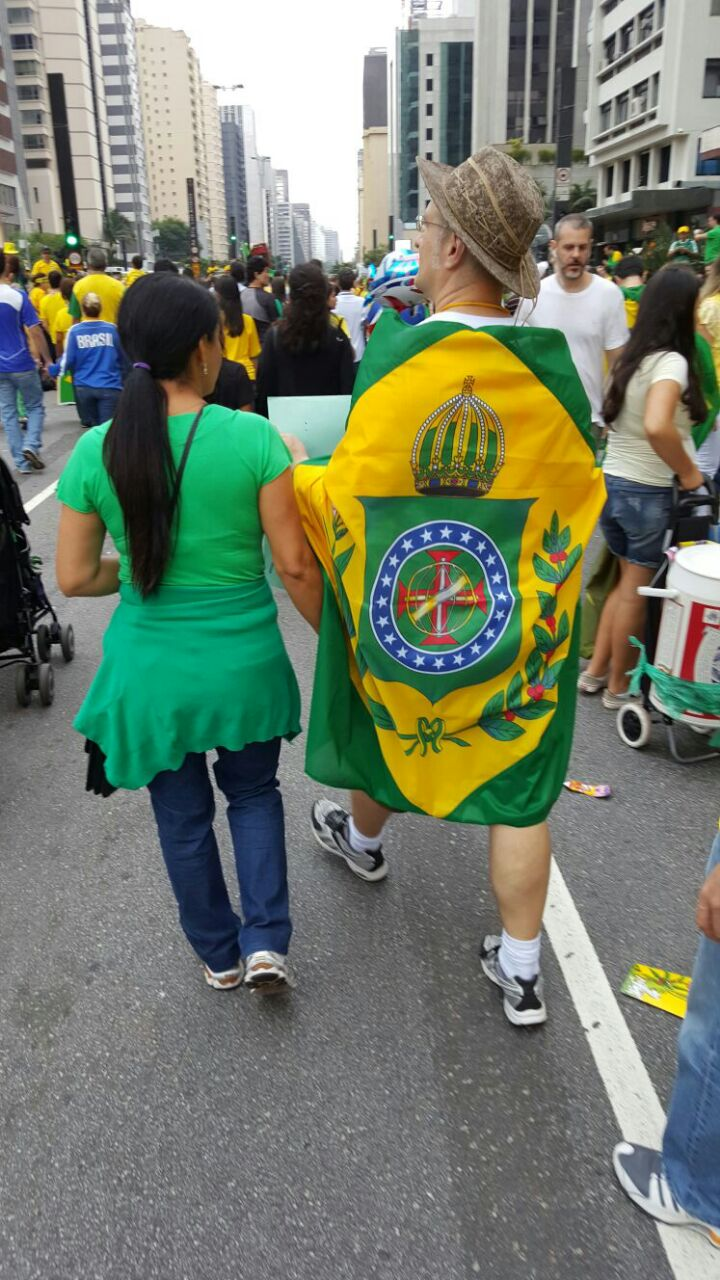
Manifestante vestindo a bandeira imperial em passeata na Avenida Paulista contra o governo de Dilma Rousseff em 2016

Segundo Nunes & Borelli, "chama a atenção o fato de que o esporte, em muitos grupos, mistura-se ao que seus praticantes denominam por fantasia medieval, em que o ato de lutar é acompanhado por uma série de símbolos, como tabardos, brasões e escudos reconstruídos e inspirados na época medieval. [...] Ainda que marcados por lógicas e formas lúdicas, combates, combatentes e suas escolas configuram uma das faces do medievalismo brasileiro em que talvez mais se explicitem intenções políticas formais. [...] Entendemos que suas práticas e os valores promulgados, de modo indireto, corroboram as máquinas de guerra, pois, de certa maneira, estimulam a militarização da sociedade por meio de ideias como a de fazer a justiça com as próprias mãos e, mais comumente, de reforçar hierarquias belígeras. Essa ideologia pode ainda justificar práticas governamentais mais autoritárias na crença de que a ordem, a educação e o respeito correspondem a autoritarismo".
O medievalismo e seu imaginário da heráldica e da cavalaria também foram associados por vários outros autores à atividade recente de grupos religiosos ou políticos de índole monarquista, conservadora ou de extrema direita, que usam uma retórica de salvação nacional e de resgate de valores supostamente perdidos referentes à moral, à pátria, à civilização cristã, defendendo um regime militarista e antidemocrático, apelando a medos e preconceitos, sequestrando os símbolos e as cores nacionais, e recorrendo frequentemente também a um imaginário mítico e mistificador a respeito do Império, sem nenhuma preocupação de contextualização correta e exatidão histórica. Em manifestações populares conservadoras, brasões, bandeiras e outros símbolos imperiais têm aparecido com frequência nas ruas e ganhado grande divulgação na mídia e nas redes sociais. Para Guedes & Da Silva, "o apelo à tradição e a manipulação de símbolos nacionais como instrumentos de legitimação político-ideológica, evidentemente, não dizem respeito a uma época ou regime em particular. Não obstante, costumam assumir maior visibilidade nos governos ditatoriais".
Segundo Carvalho Júnior & Carvalho, o discurso patriótico desses grupos "serve como elemento unificador, até mesmo pela facilidade simbólica que proporciona. Roupas e emblemas em verde e amarelo, brasões, bandeiras, hinos. Tudo isso gera um clima de unidade e um ambiente propício a discursos inflamados e emotivos. Todavia, trata-se de um patriotismo que Daniel Bar-Tal descreve como patriotismo negativo, ou seja, quando uma ideologia, meta ou política passam a ser considerados como única condição desejável para a nação, excluindo-se pessoas de dentro da própria nação que não compartilhem dessas crenças e que passam a ser considerados 'não-patriotas', gerando um clima de conflito e violência". O Festival Medieval Internacional Brasil, realizado em Brasília em outubro de 2018, fez propaganda eleitoral indireta para Jair Bolsonaro. A imagem de Bolsonaro circulou desde antes de sua eleição em um meme que o mostrava como um cavaleiro templário, montado em um cavalo e carregando a bandeira do Império, sob as bênçãos de um Deus vestido de papa, cujo rosto era o de Enéas Carneiro, um dos grandes ícones do conservadorismo nacionalista. Luiz Felipe Guerra enfatizou a importância "de se estudar esses neomedievalismos políticos e não apenas descartá-los como meramente simplórios ou errôneos, pois eles sempre carregam consigo outros elementos mais profundos: de uma exaltação do passado europeu a discursos de ódio contemporâneos e muito mais".

## Galeria

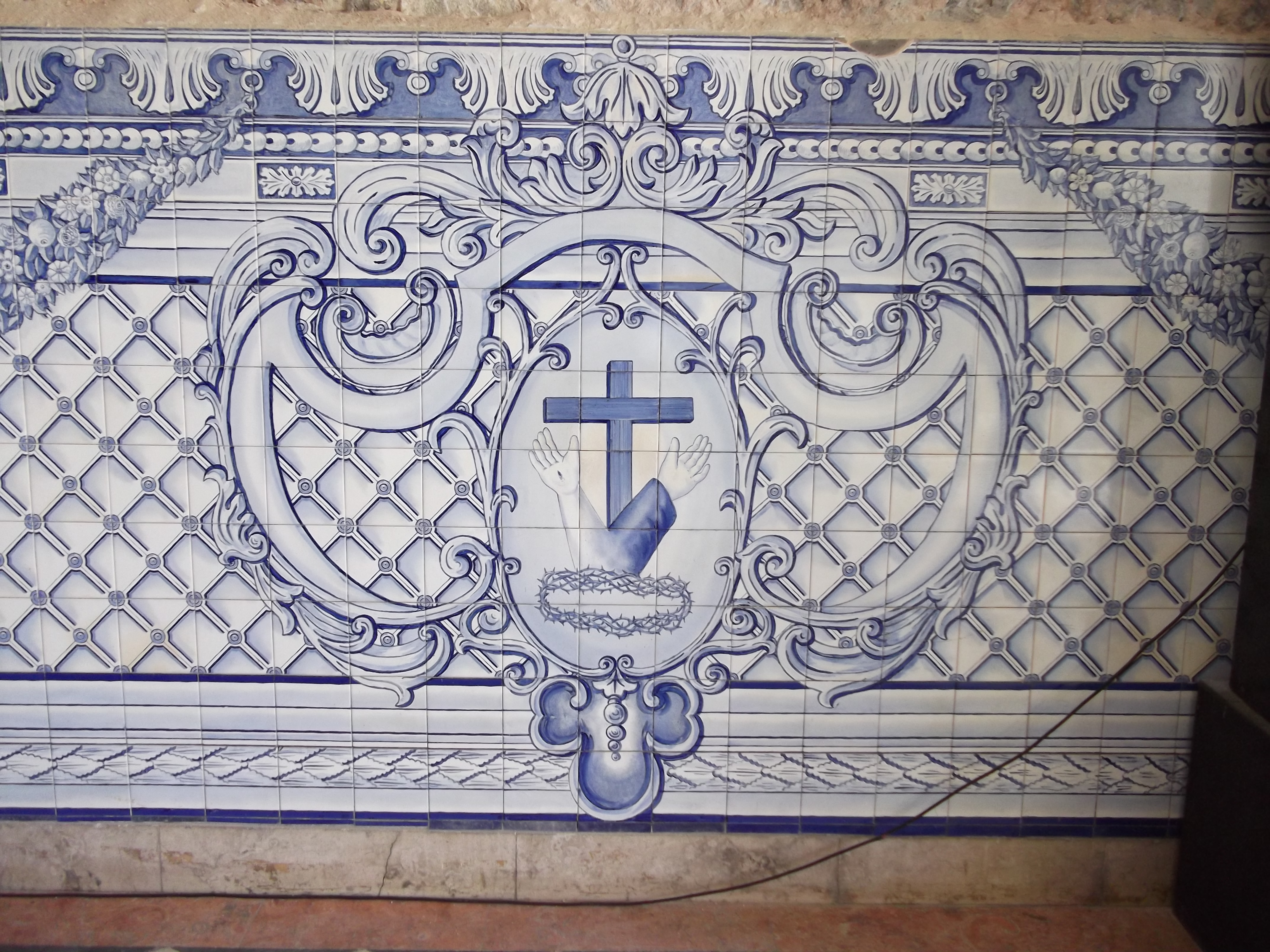
Brasão da Ordem Franciscana no Convento de Santo Antônio do Rio.
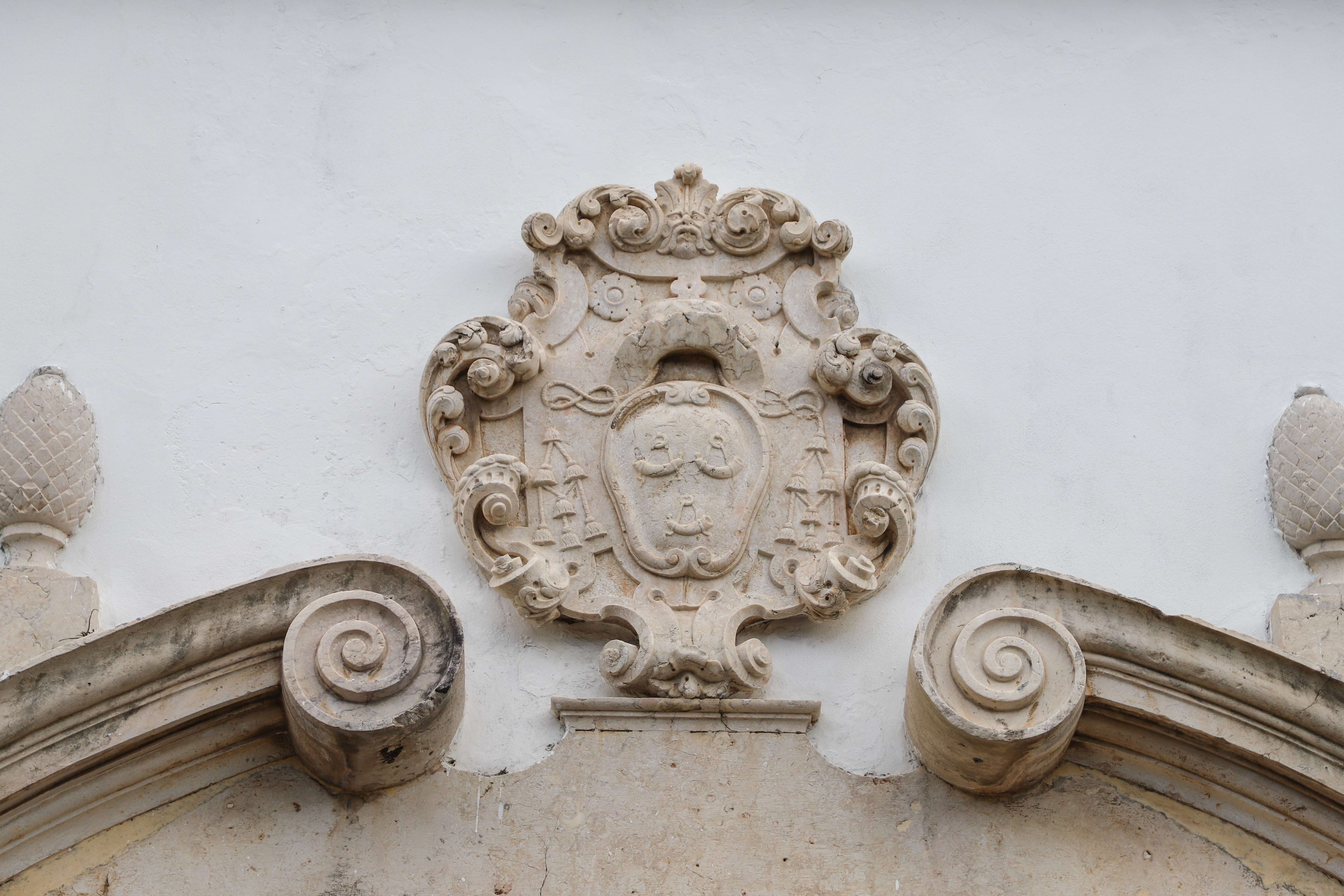
Brasão de D. Sebastião Monteiro da Vide, arcebispo da Bahia no século XVIII
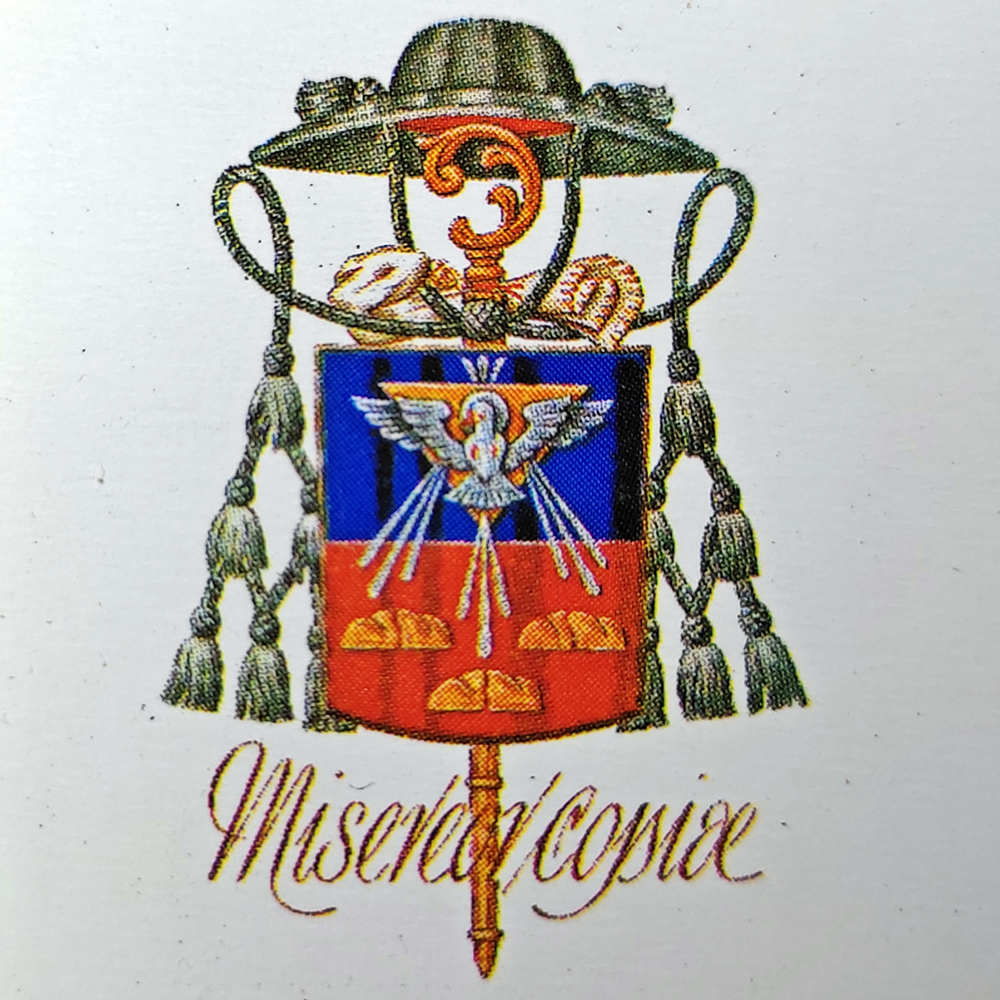
Brasão de D. Meinrado Schröger, abade da Abadia Nossa Senhora Mãe do Divino Pastor.
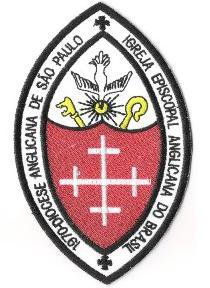
Brasão da Diocese Anglicana de São Paulo.

Brasão de Antônio José da Maia Colaço, natural de Recife, fidalgo da Casa Real. Período colonial, concedido em 1768.
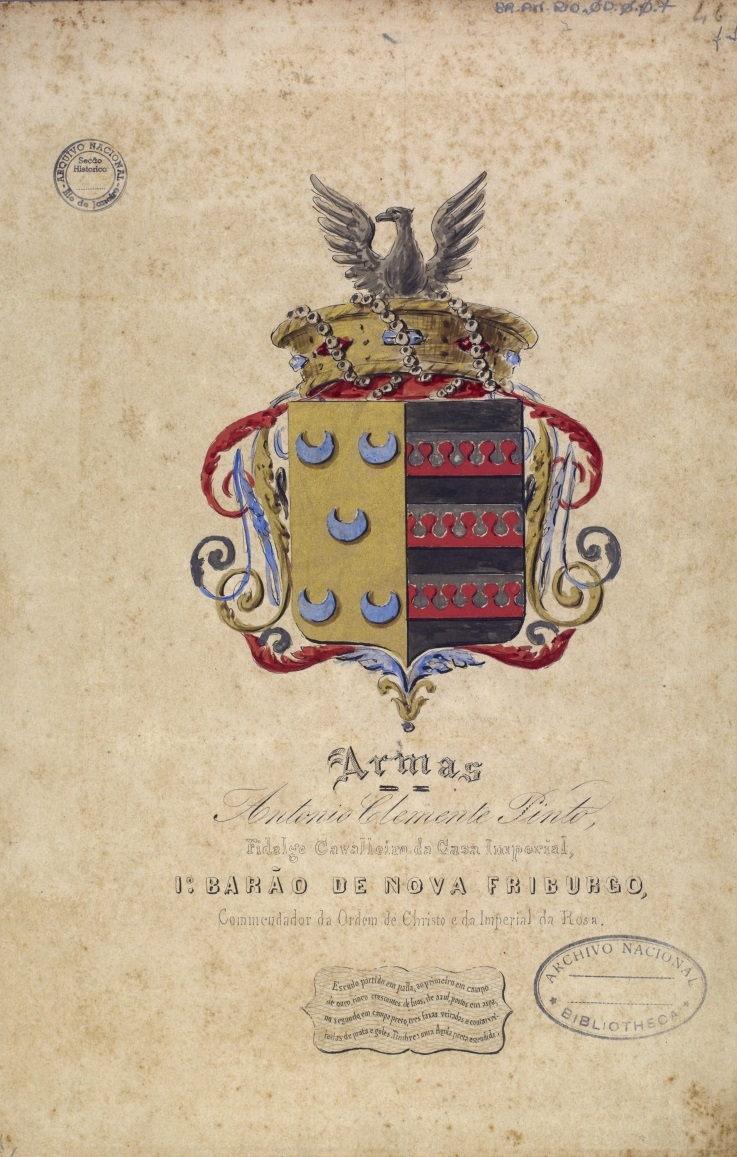
Brasão do Barão de Nova Friburgo.
Brasão do Barão de Goiana, com ramo de café cruzado com um talo de cana.
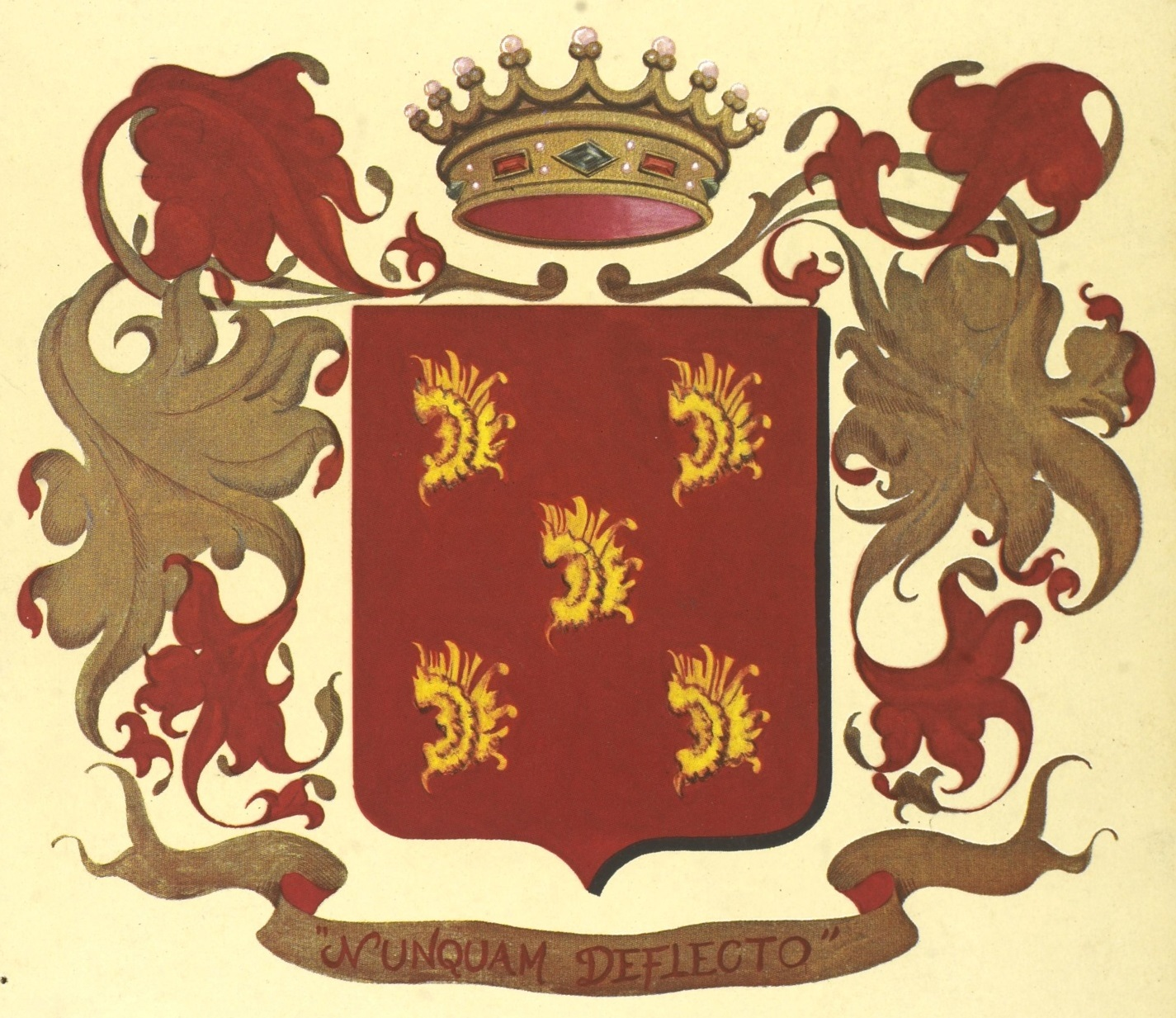
Brasão do Barão de Teresópolis.

Brasão do Rio Grande do Sul.
Brasão de Rondônia.
Brasão de Caravelas.
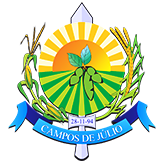
Brasão de Campos de Júlio.

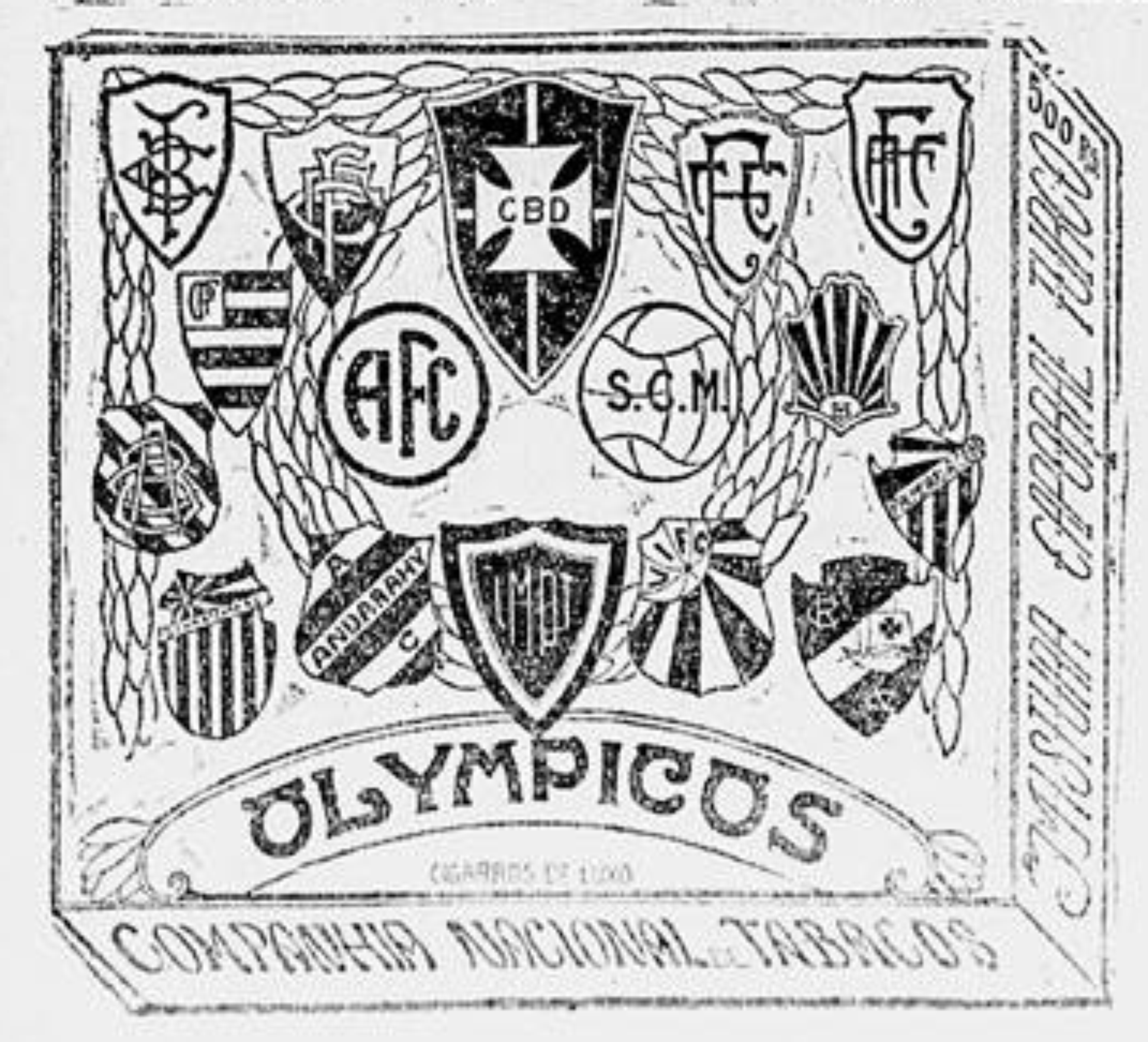
Heráldica no futebol do Brasil em 1921
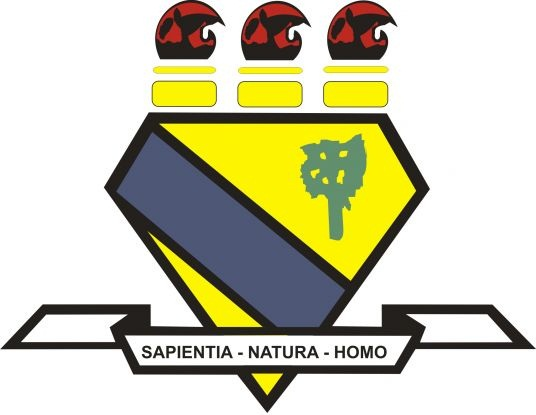
Brasão da Universidade Federal de Roraima.
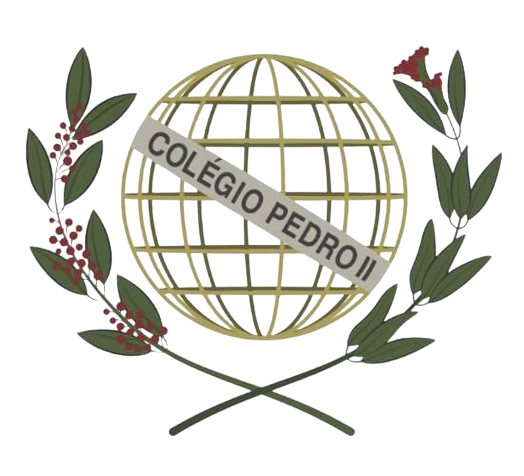
Brasão do Colégio Pedro II.
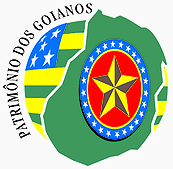
Brasão da Polícia Militar do Estado de Goiás.